# Александр II
Алекса́ндр II Никола́евич (17 [29] апреля 1818, Москва — 1 [13] марта 1881, Санкт-Петербург) — император Всероссийский с 1855 года из династии Романовых, старший сын Николая I, один из организаторов и центральное лицо широкомасштабных либеральных преобразований — так называемых «Великих реформ».
Удостоен особого эпитета в русской и болгарской историографии — Освободитель (в связи с отменой крепостного права и победой в Русско-турецкой войне (1877—1878) соответственно). Погиб в результате террористического акта, организованного тайной революционной организацией «Народная воля».

## Детство, образование и воспитание
Родился 17 (29) апреля 1818 года в 11 часов утра в Николаевском дворце Московского Кремля, куда вся императорская фамилия прибыла в начале апреля для говенья и встречи Пасхи. Поскольку у старших братьев Николая Павловича сыновей не было, младенец уже тогда воспринимался как потенциальный престолонаследник. По случаю его рождения в Москве был дан салют в 201 пушечный залп. Шарлотта Ливен 5 мая внесла младенца в собор Чудова монастыря, где московский архиепископ Августин совершил над младенцем таинства крещения и миропомазания, в честь чего Марией Фёдоровной был дан торжественный ужин. Александр — единственный уроженец Москвы из стоявших во главе России с 1740 года.

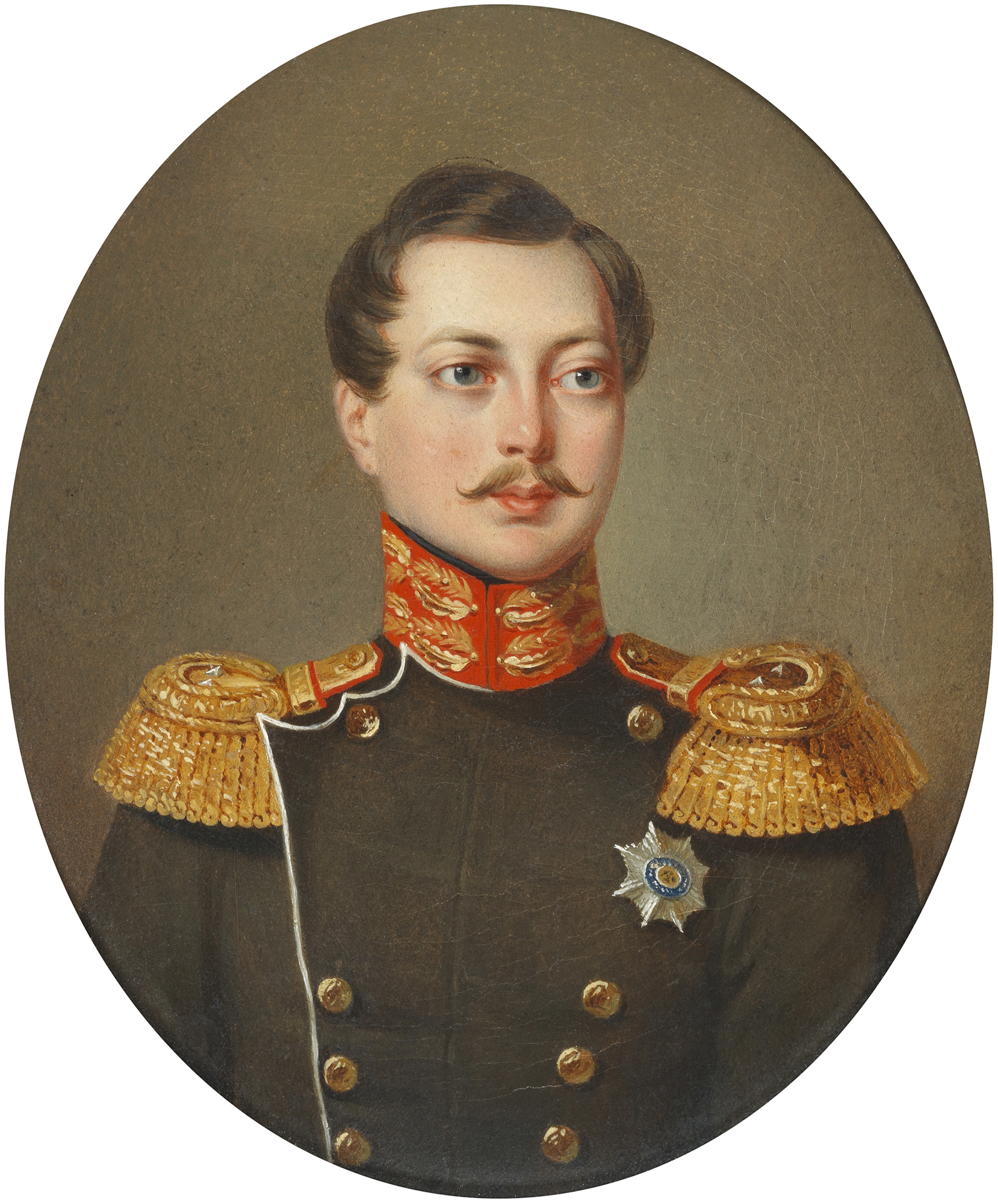
Царевич Александр Николаевич, около 1839 г.

Получил домашнее образование под личным надзором своего родителя, который уделял вопросу воспитания наследника особое внимание. Первыми лицами при Александре состояли: с 1825 года — полковник К. К. Мердер, с 1827 года — генерал-адъютант П. П. Ушаков, с 1834 года — генерал-адъютант Х. А. Ливен. Наставником (с обязанностью руководства всем процессом воспитания и образования и поручением составить «план учения») и учителем русского языка в 1825 году был назначен надворный советник В. А. Жуковский.
В обучении Александра принимали участие протоиереи Г. П. Павский и В. Б. Бажанов (Закон Божий), М. М. Сперанский (законодательство), К. И. Арсеньев (статистика и история), Е. Ф. Канкрин (финансы), Ф. И. Бруннов (внешняя политика), Э. Д. Коллинз (физико-математические науки), К. Б. Триниус (естественная история), Г. И. Гесс (технология и химия),  А. А. Кеммерер (естественные науки). Александр обучался также военным наукам; английскому, французскому и немецкому языкам, рисованию; фехтованию и другим дисциплинам.
Во время поездки в Лондон в 1839 году у него возникла мимолётная влюблённость в юную королеву Викторию.
До 3 (15) сентября 1831 года имел титул «Императорское Высочество Великий Князь». С указанной даты официально именовался «Государем Наследником, Цесаревичем и Великим Князем».

## Начало государственной деятельности
17 (29) апреля 1834 года Александру Николаевичу исполнилось шестнадцать лет. Поскольку этот день пришёлся на вторник Страстной недели, торжество провозглашения совершеннолетия и принесения присяги было отложено до Светлого Христова Воскресения. Николай I поручил Сперанскому подготовить сына к этому важному акту, разъяснив ему смысл и значение присяги.
22 апреля (4 мая) 1834 года в большой церкви Зимнего дворца состоялось приведение к присяге цесаревича Александра. После принятия присяги цесаревич был введён своим отцом в состав основных государственных институтов империи: в 1834 году — в Сенат, в 1835 году — в состав Святейшего правительствующего синода, с 1841 года — член Государственного совета, с 1842 года — Комитета министров. В 1846 году был пожалован орден Св. Владимира 1-й степени.

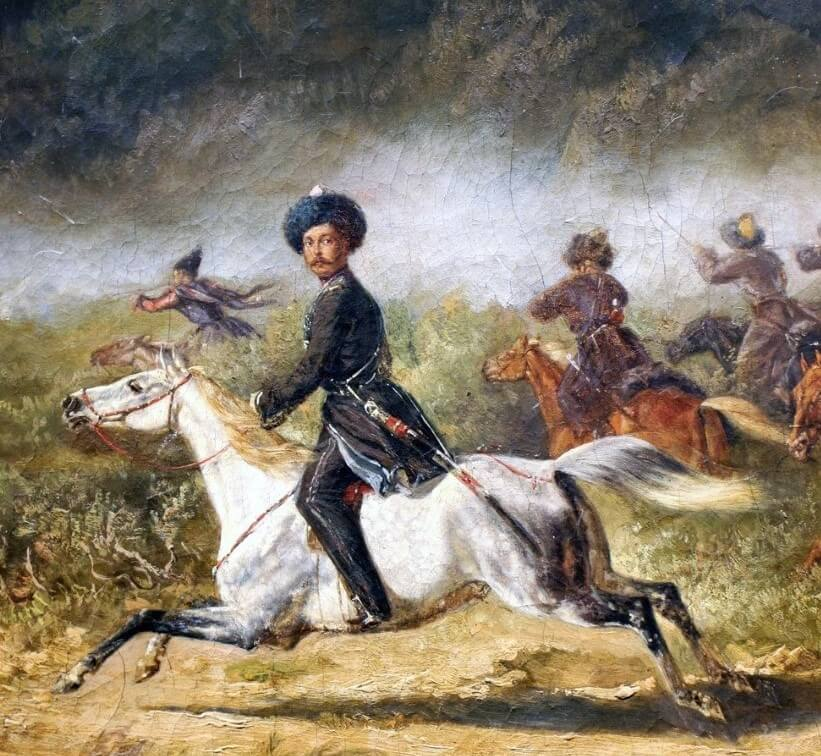
Фрагмент картины Фридриха Фриша "Наследник цесаревич Александр Николаевич на Кавказе", 1850-е годы

В 1837 году Александр совершил большое путешествие по России и посетил 29 губерний Европейской части, Закавказья и Западной Сибири, а в 1838—1839 годах побывал в Европе. Он стал первым русским государем, побывавшим в Сибири. В этих путешествиях его сопровождали, помимо Жуковского, совоспитанники и адъютанты А. В. Паткуль и, отчасти, И. М. Виельгорский. В Тобольске Александр видел некоторых ссыльных декабристов и ходатайствовал перед отцом об их освобождении. В мае 1837 года во время посещения Вятки Жуковский и Арсеньев (тоже сопровождавший наследника) пригласили Герцена показать выставку. «Несколько слов, которые он [наследник] сказал мне, были ласковы… Наследник представил государю о разрешении мне ехать в Петербург. Государь… велел меня перевести во Владимир».
Воинская служба у будущего императора проходила довольно успешно. В 1836 году он уже стал генерал-майором, с 1844 года — полный генерал, командовал гвардейской пехотой. С 1849 года Александр — начальник военно-учебных заведений, председатель Секретных комитетов по крестьянскому делу 1846 и 1848 годов. Во время Крымской войны 1853—1856 годов с объявлением Петербургской губернии на военном положении командовал всеми войсками столицы.
Цесаревич с 17 апреля 1843 года[прояснить] имел звание генерал-адъютанта, входил в состав Главного штаба Его Императорского Величества, был атаманом всех казачьих войск; числился в составе ряда элитных полков, в том числе Кавалергардского, лейб-гвардии Конного, Кирасирского, Преображенского, Семёновского, Измайловского. Являлся канцлером Александровского университета, доктором права Оксфордского университета, почётным членом Императорской академии наук, Санкт-Петербургской медико-хирургической академии, Общества поощрения художников, Санкт-Петербургского университета.
В октябре 1850 года при путешествии по Кавказу цесаревич заметил отряд враждебных чеченцев и тотчас поскакал к нему, увлекая за собой всю свиту, генералов отряда и несколько казаков и туземцев. Чеченцы, выстрелив по нему, бросились бежать, но были преследуемы казаками и мирными чеченцами. За этот случай отец наградил Александра орденом Святого Георгия 4-й степени.

## Правление Александра II

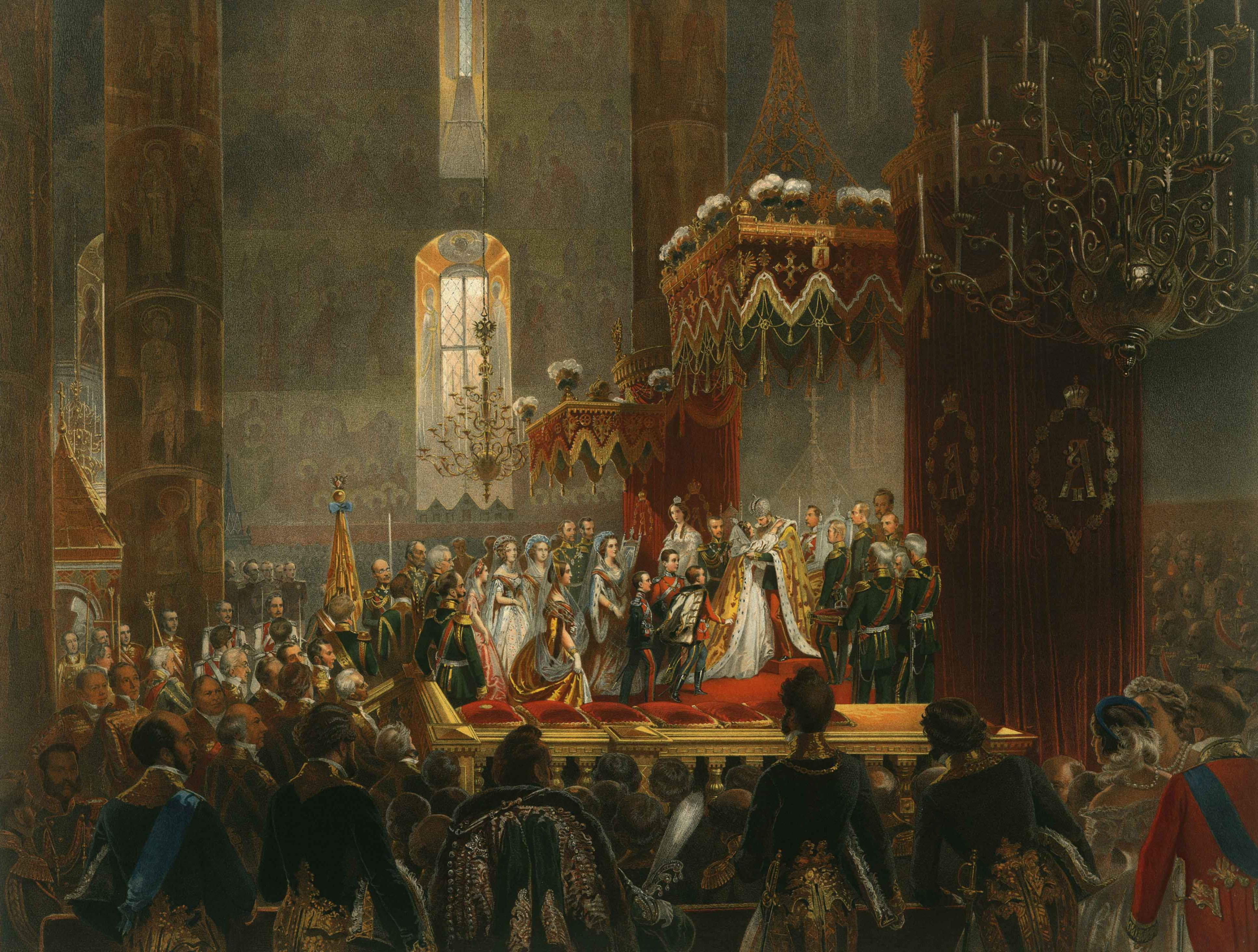
Поздравление, принесённое Его Величеству членами Императорской Фамилии по совершении коронования. Рисунок М. Зичи из Коронационного альбома Александра II

Большой титул: «Божиею поспешествующею милостию, Мы, Александр Вторый, Император и Самодержец Всероссийский, Московский, Киевский, Владимирский,Царь, Государь и Великий князь всея Руси, Царь Казанский, Царь Астраханский, Царь Польский, Царь Сибирский, Царь Херсониса Таврического, Государь Псковский и Великий Князь Смоленский, Литовский, Волынский, Подольский и Финляндский, Князь Эстляндский, Лифляндский, Курляндский и Семигальский, Самогитский, Белостокский, Корельский, Тверский, Югорский, Пермский, Вятский, Болгарский и иных; Государь и Великий Князь Новагорода Низовския земли, Черниговский, Рязанский, Полоцкий, Ростовский, Ярославский, Белоозёрский, Удорский, Обдорский, Кондийский, Витебский, Мстиславский и всея Северныя страны, Повелитель и Государь Иверския, Карталинския, Грузинския и Кабардинския земли и Армянския области, Черкасских и Горских Князей и иных наследный Государь и Обладатель, Наследник Норвежский, Герцог Шлезвиг-Голштейнский, Стормарнский, Дитмарсенский и Ольденбургский и прочая, и прочая, и прочая.»
Сокращённый титул: «Божиею поспешествующею милостью, Мы, Александр Вторый, Император и Самодержец Всероссийский, Царь Польский, Великий Князь Финляндский и проч., и проч., и проч.»
Вступив на престол в день кончины своего отца 18 февраля (2 марта) 1855 года, Александр II издал манифест, который гласил: 
«<…> предъ лицемъ невидимо соприсутствующаго НАМЪ Бога, пріемлемъ священный обѣтъ имѣть всегда единою цѣлію благоденствіе Отечества НАШЕГО. Да руководимые, покровительствуемые призвавшимъ НАСЪ къ сему великому служенію Провидѣніемъ, утвердимъ Россію на высшей ступени могущества и славы, да исполняются чрезъ НАСЪ постоянныя желанія и виды Августѣйшихъ НАШИХЪ предшественниковъ ПЕТРА, ЕКАТЕРИНЫ, АЛЕКСАНДРА Благословеннаго и Незабвеннаго НАШЕГО Родителя. <…>"
Перед страной стоял ряд сложных внутри- и внешнеполитических вопросов (крестьянский, восточный, польский и другие); финансы были расстроены Крымской войной, в ходе которой стало очевидным отставание России от западных стран в технологическом, военном плане, а также уязвимость и несовершенство феодально-крепостнической системы.
Согласно журналу Государственного совета за 19 февраля (3 марта) 1855 года, в своей первой речи перед членами Совета новый император сказал, в частности: «<…> Мой незабвенный Родитель любил Россию и всю жизнь постоянно думал об одной только её пользе. <…> В постоянных и ежедневных трудах Его со Мною, Он говорил Мне: „хочу взять Себе всё неприятное и всё тяжкое, только бы передать Тебе Россию устроенною, счастливою и спокойною“. Провидение судило иначе, и покойный Государь, в последние часы своей жизни, сказал мне: „Сдаю Тебе Мою команду, но, к сожалению, не в таком порядке, как желал, оставляя Тебе много трудов и забот“».
Первым из важных шагов было заключение Парижского мира в марте 1856 года — на условиях, которые в создавшейся ситуации были неплохими для России и отражали реальный расклад сил.
Весной 1856 года посетил Гельсингфорс (Великое княжество Финляндское), где выступил в университете и сенате, затем Варшаву, где призвал местную знать «оставить мечтания» (фр. pas de rêveries), и Берлин, где имел весьма важную для него встречу с прусским королём Фридрихом Вильгельмом IV (брат его матери), с которым тайно скрепил «двойственный союз», прорвав таким образом внешнеполитическую блокаду России.
По случаю торжественной коронации, состоявшейся в Успенском соборе Кремля 26 августа (7 сентября) 1856 года (священнодействие возглавлял митрополит Московский Филарет (Дроздов); император восседал на троне царя Ивана III из слоновой кости), Высочайшим манифестом были дарованы льготы и послабления ряду категорий подданных, в частности, декабристам, петрашевцам, участникам польского восстания 1830—1831 годов; приостанавливались на 3 года рекрутские наборы; в 1857 году ликвидировались военные поселения. В общественно-политической жизни страны наступила «оттепель».

### Великие реформы

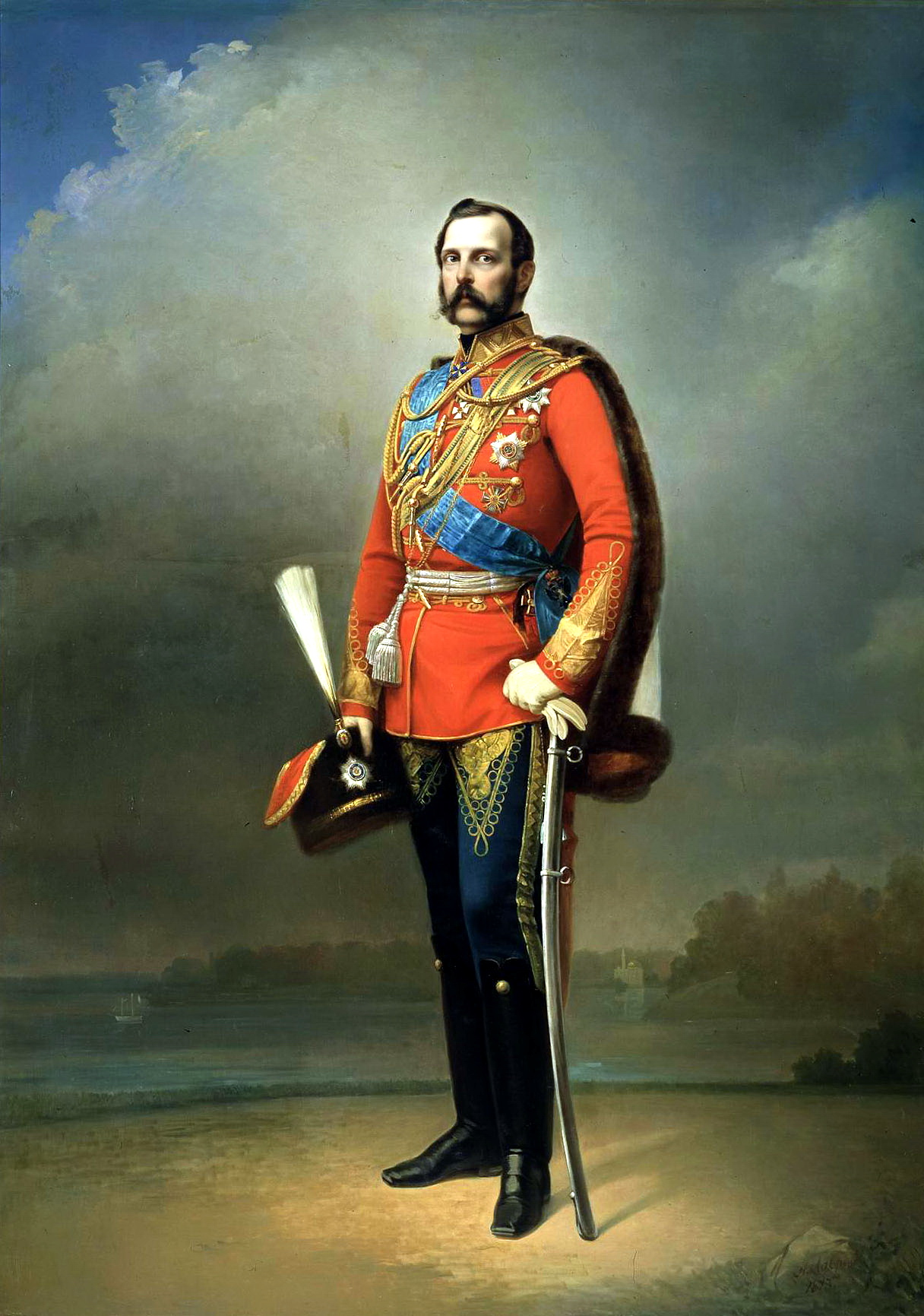
Портрет Александра II

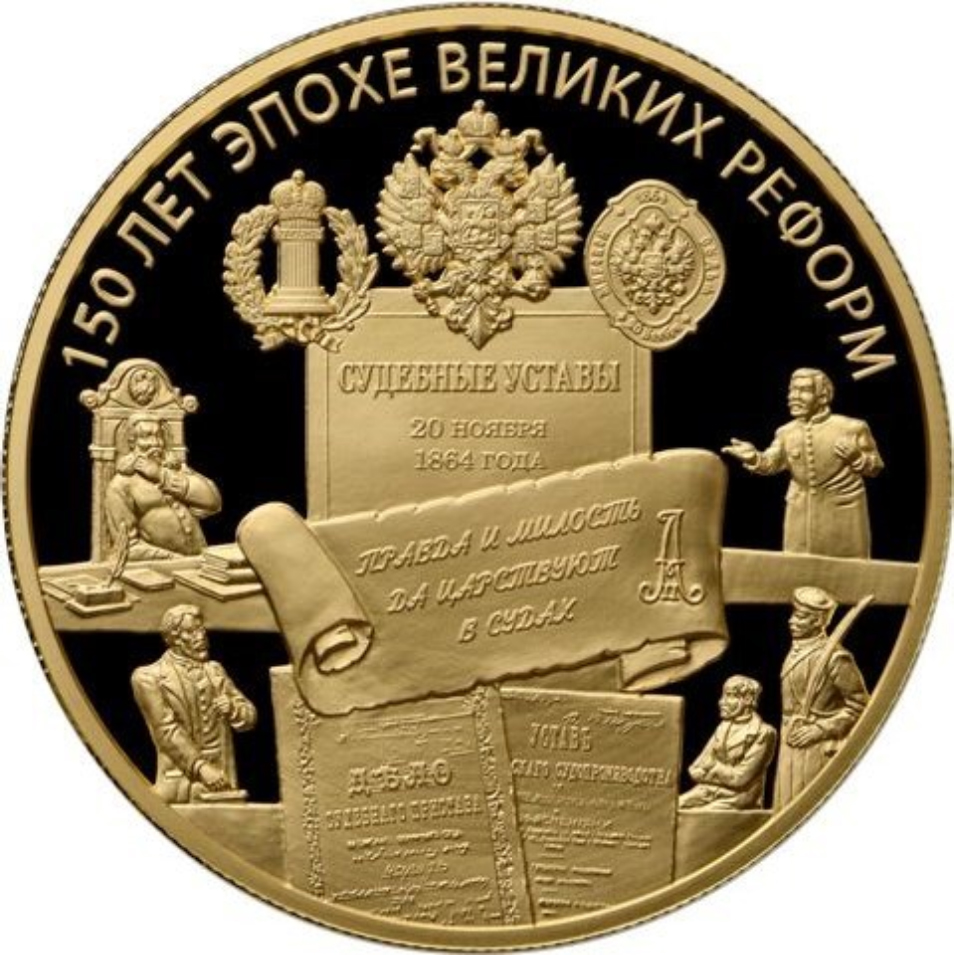
150 лет эпохе великих реформ (монета Банка РФ)

Правление Александра II ознаменовалось беспрецедентными по масштабу реформами, получившими в дореволюционной литературе название «великих реформ». Основные из них следующие:
- Ликвидация военных поселений (1857).
- Отмена крепостного права (1861)[21].
- Финансовая реформа (1863).
- Реформа высшего образования (1863).
- Земская и Судебная реформы (1864).
- Реформа городского самоуправления (1870).
- Реформа среднего образования (1871).
- Военная реформа (1874).

Данные преобразования решили ряд давно наболевших социально-экономических проблем, расчистили дорогу для развития капитализма в России, расширили границы гражданского общества и правового государства, однако доведены до конца не были.
Александру II досталось наследство, обременённое запоздалыми преобразовательными вопросами, давно просроченными обещаниями и недавними тяжкими утратами... императору Александру II пришлось протаскивать свои реформы... Он заметно отличался от своих ближайших предшественников отсутствием наклонности играть царя... по возможности оставался самим собой и в повседневном, и в выходном обращении, говорил как ни попало, первыми подвернувшимися словами, не заботясь о впечатлении, действовал, как находил нужным в данную минуту, не задумываясь много над последствиями. Он не хотел казаться лучше, чем был, и часто был лучше, чем казался.В. Ключевский
К концу царствования Александра II под влиянием консерваторов некоторые реформы (судебная, земская) были ограничены. Контрреформы, развёрнутые его преемником Александром III, затронули также положения крестьянской реформы и реформы городского самоуправления.

### Национальная политика

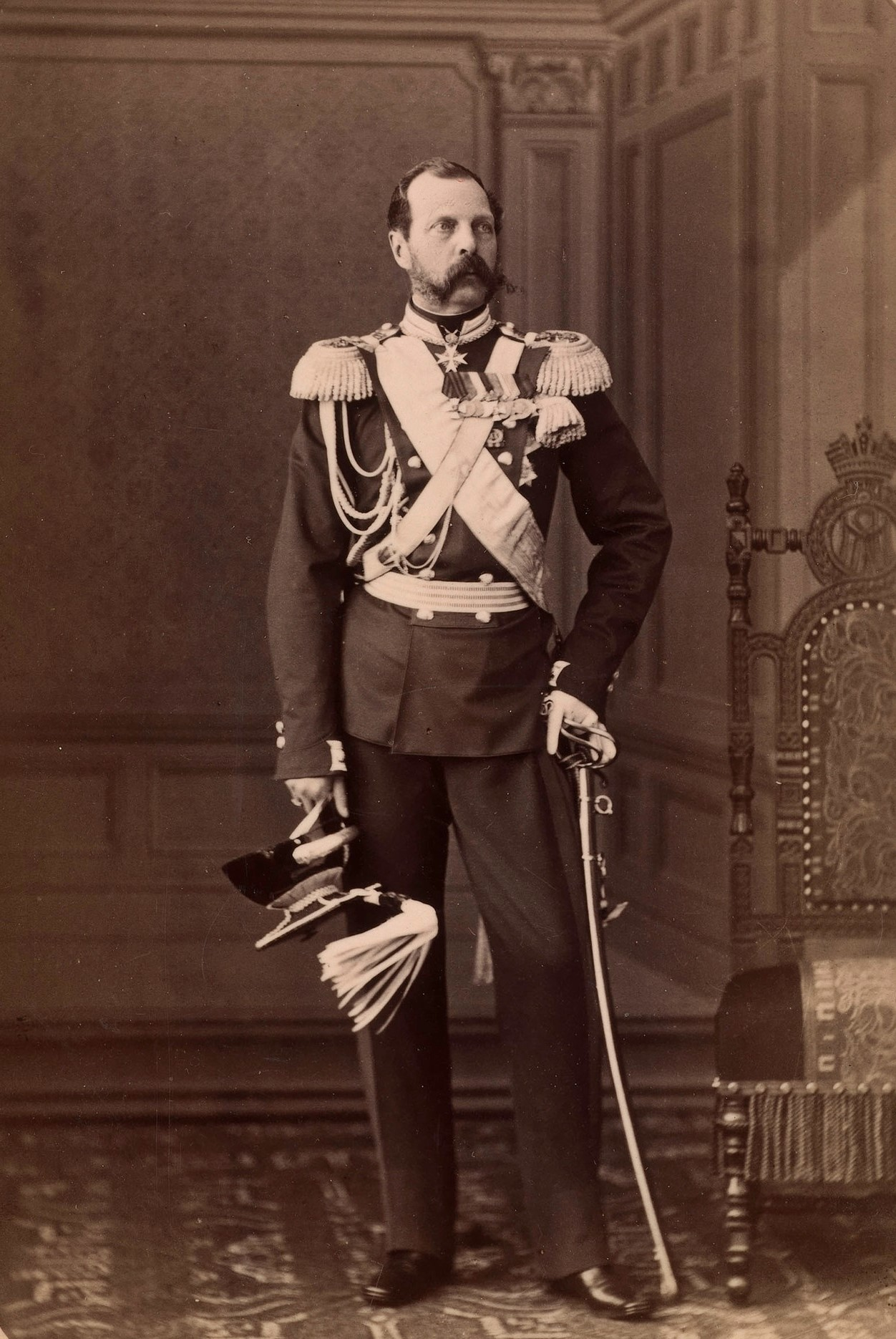
Александр II. Фото Левицкого С. Л.

Новое польское национально-освободительное восстание на территории Царства Польского, и Северо-Западного края разгорелось 22 января (3 февраля) 1863 года. Помимо поляков, среди повстанцев было много белорусов и литовцев. К маю 1864 года восстание было подавлено русскими войсками. За причастность к восстанию было казнено 128 человек; 12 500 было выслано в другие местности (часть из них впоследствии подняла Кругобайкальское восстание 1866 года), 800 отправлено на каторгу.
Восстание ускорило проведение крестьянской реформы в затронутых им регионах, при этом на более выгодных для крестьян условиях, чем в остальной России. Власти предприняли меры по развитию начальной школы в Литве и Беларуси, рассчитывая, что просвещение крестьянства в русском православном духе повлечёт политико-культурную переориентацию населения. Также предпринимались меры по русификации Польши. Чтобы уменьшить влияние католической церкви на общественную жизнь Западного края после восстания, царское правительство приняло решение о переводе в православие принадлежащих к Украинской греко-католической церкви украинцев Холмщины.
В разгар Январского восстания император одобрил тайный Валуевский циркуляр о приостановлении печатания на украинском языке литературы религиозной, учебной и предназначенной для начального чтения. К пропуску цензурой разрешались «только такие произведения на этом языке, которые принадлежат к области изящной литературы». В 1876 году последовал Эмсский указ, направленный на ограничение использования и преподавания украинского языка в Российской империи.
После восстания части польского общества, не получившего значительной поддержки литовцев и латышей (в Курляндии и частично ополяченных районах Латгалии), были предприняты определённые меры покровительства этнокультурному развитию этих народов.
По окончании Кавказской войны произошло переселение в Османскую империю части северокавказских племён (преимущественно черкесских) с побережья Чёрного моря, общей численностью несколько сотен тысяч человек. В начале 1860-х годов из Крыма в Османскую империю переселились до 200 тысяч крымских татар и ногайцев.
При Александре II произошли существенные изменения в отношении черты оседлости евреев. Рядом указов, выпущенных в период с 1859 по 1880 год, значительная часть евреев получила право беспрепятственно расселяться по территории России. Как пишет А. И. Солженицын, право свободного расселения получили купцы, ремесленники, врачи, юристы, выпускники университетов, их семьи и обслуживающий персонал, а также, например, «лица свободных профессий». А в 1880 году указом министра внутренних дел было разрешено оставить на жительство вне черты оседлости тех евреев, кто поселился незаконно.

## Реформа самодержавия

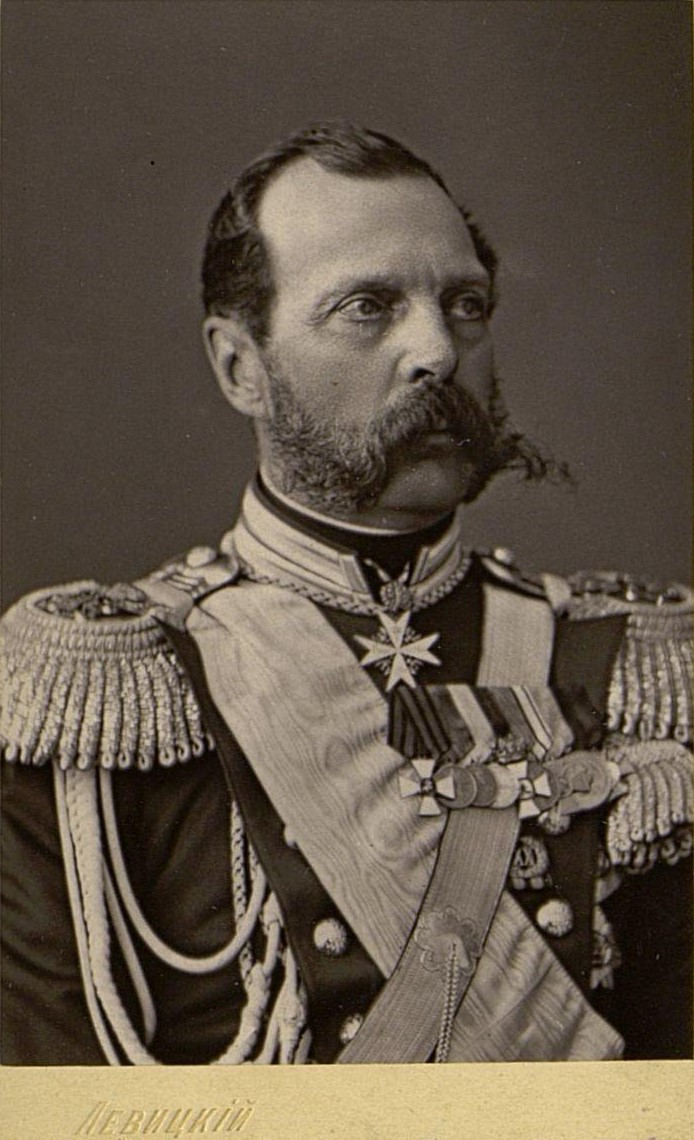
Александр II, ок. 1875—1878

В конце царствования императора Александра II был составлен проект создания двух органов при царе — расширение уже существующего Государственного совета (включавшего в основном крупных вельмож и чиновников) и создание «Общей комиссии» (съезда) с возможным участием представителей от земств, но в основном формировавшейся «по назначению» правительства. Речь шла не о парламентской монархии, при которой верховным органом является демократически избираемый парламент (которого в России не было и не планировалось), а о возможном ограничении самодержавной власти в пользу органов с ограниченным представительством (хотя предполагалось, что на первом этапе они будут чисто совещательными). Авторами данного «конституционного проекта» был министр внутренних дел М. Т. Лорис-Меликов, который получил в конце царствования Александра II чрезвычайные полномочия, а также министр финансов А. А. Абаза и военный министр Д. А. Милютин. Император Александр II незадолго до своей гибели (в 1881 году) утвердил этот план, но его не успели обсудить на Совете министров, и на 4 (16) марта 1881 года было назначено обсуждение, с последующим вступлением его в силу (которое не состоялось ввиду убийства царя).
Обсуждение этого проекта реформы самодержавия состоялось уже при Александре III, 8 (20) марта 1881 года. Хотя подавляющее большинство министров высказалось «за», Александр III принял точку зрения графа С. Г. Строганова («власть перейдёт из рук самодержавного монарха… в руки разных шалопаев, думающих… только о своей личной выгоде») и К. П. Победоносцева («надобно думать не об учреждении новой говорильни, …а о деле»). Окончательное решение об отмене реформы самодержавия было закреплено специальным Манифестом о незыблемости самодержавия, проект которого был подготовлен Победоносцевым.

## Экономическое развитие страны

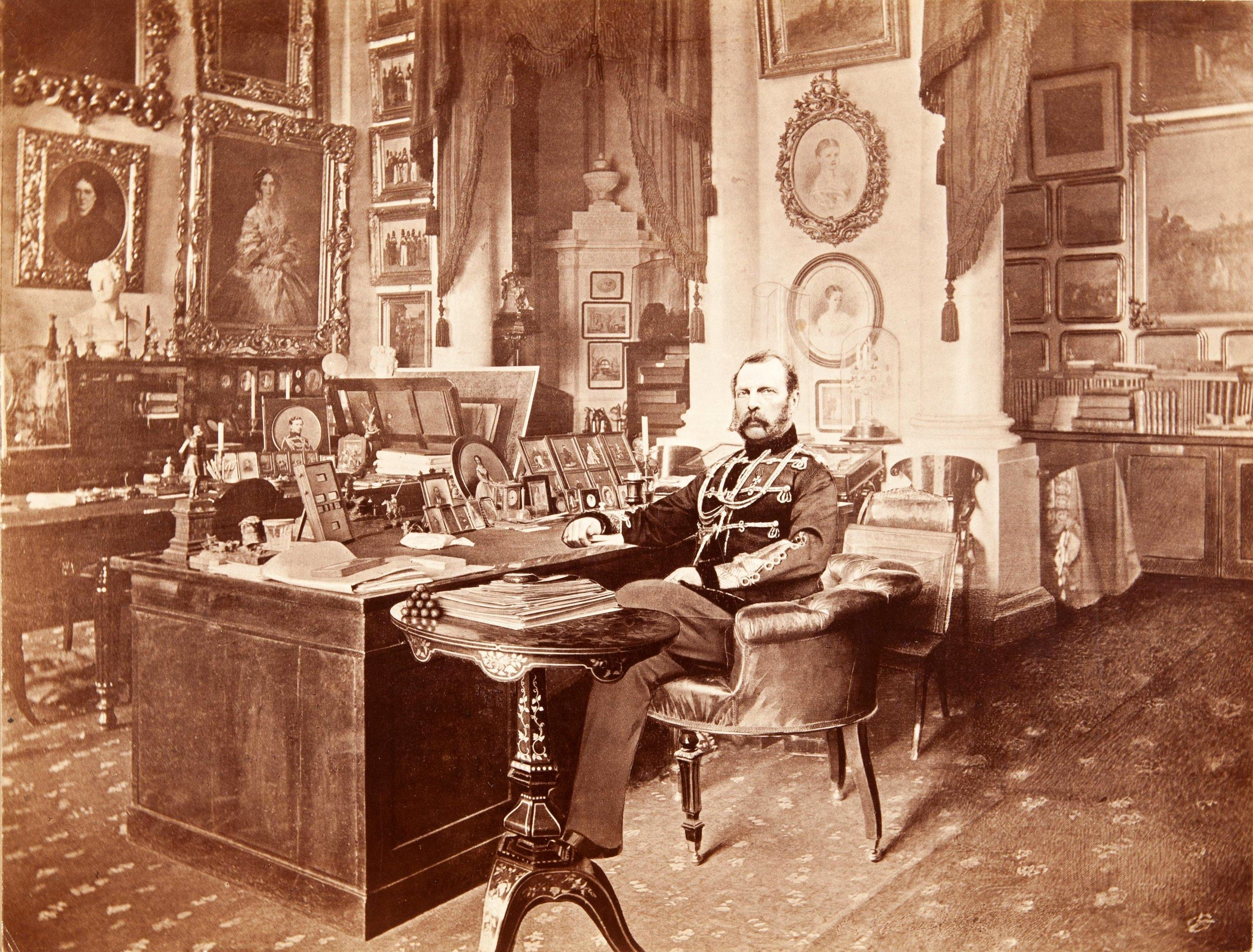
Александр II в своём кабинете в Зимнем дворце. Фотограф С. Л. Левицкий

С начала 1860-х годов в стране начался экономический кризис, что ряд экономических историков связывает с отказом Александра II от промышленного протекционизма и переходом к либеральной политике во внешней торговле (при этом историк П. Байрох видит одну из причин перехода к этой политике в поражении России в Крымской войне). Либеральная политика во внешней торговле продолжалась и после введения нового таможенного тарифа 1868 года. Так, было подсчитано, что по сравнению с 1841 годом импортные пошлины в 1868 году снизились в среднем более чем в 10 раз, а по некоторым видам импорта — даже в 20—40 раз.
Свидетельством медленного промышленного роста в этот период может служить производство чугуна, увеличение которого лишь ненамного опережало рост населения и заметно отставало от показателей других стран. Вопреки целям, декларированным крестьянской реформой 1861 года, урожайность в сельском хозяйстве страны не увеличивалась вплоть до 1880-х годов, несмотря на стремительный прогресс в других странах (США, Западная Европа), и ситуация в этой важнейшей отрасли экономики России также лишь ухудшалась.
Единственной отраслью, которая быстро развивалась, был железнодорожный транспорт: сеть железных дорог в стране стремительно росла, что стимулировало также собственное паровозо- и вагоностроение. Однако развитие железных дорог сопровождалось множеством злоупотреблений и ухудшением финансового положения государства. Так, государство гарантировало создаваемым частным железнодорожным компаниям полное покрытие их расходов и ещё поддержание за счёт субсидий гарантированной нормы прибыли. Результатом были огромные бюджетные расходы на поддержание частных компаний.

## Внешняя политика

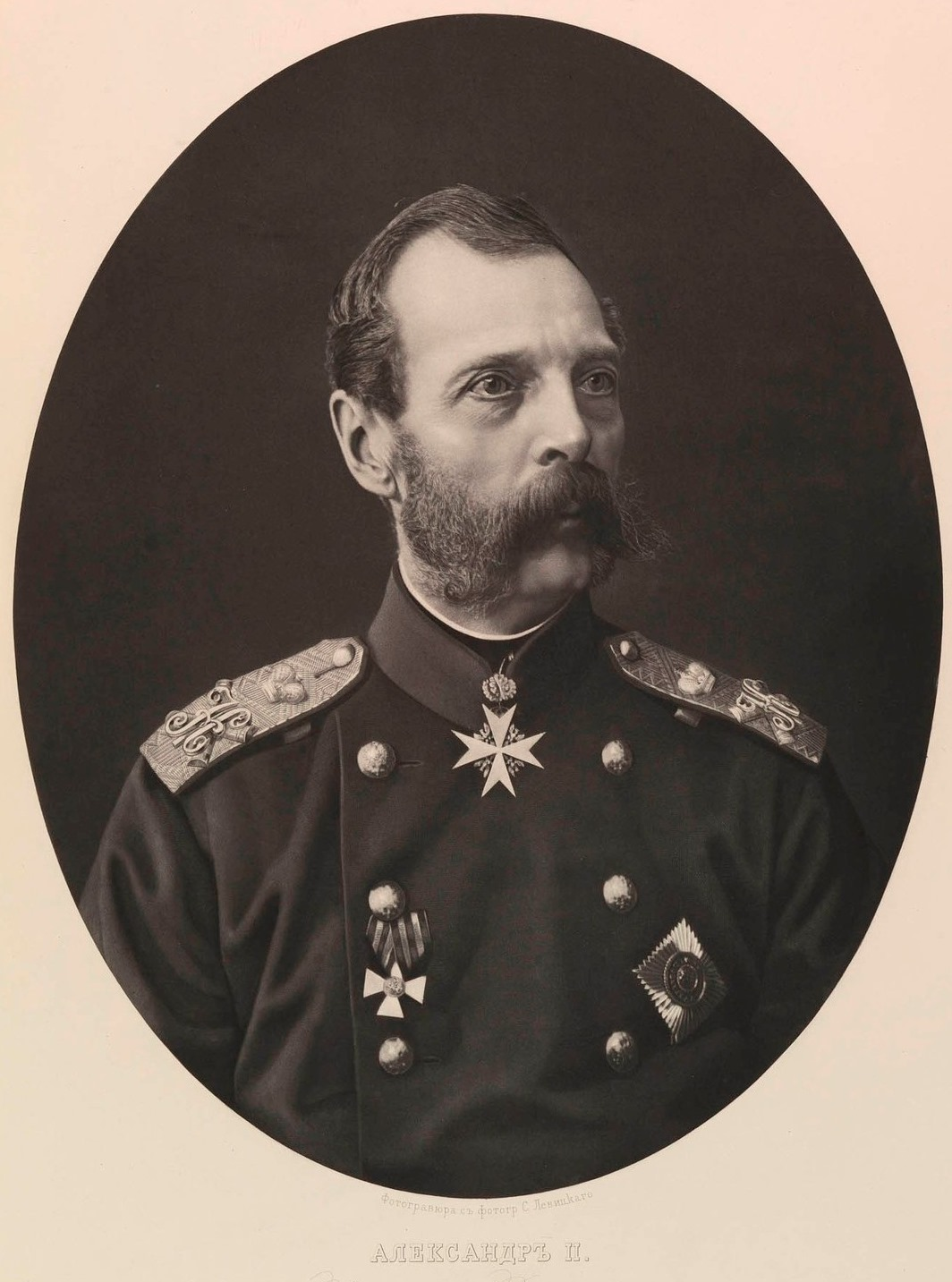
Император Александр II. Конец 1870-х годов

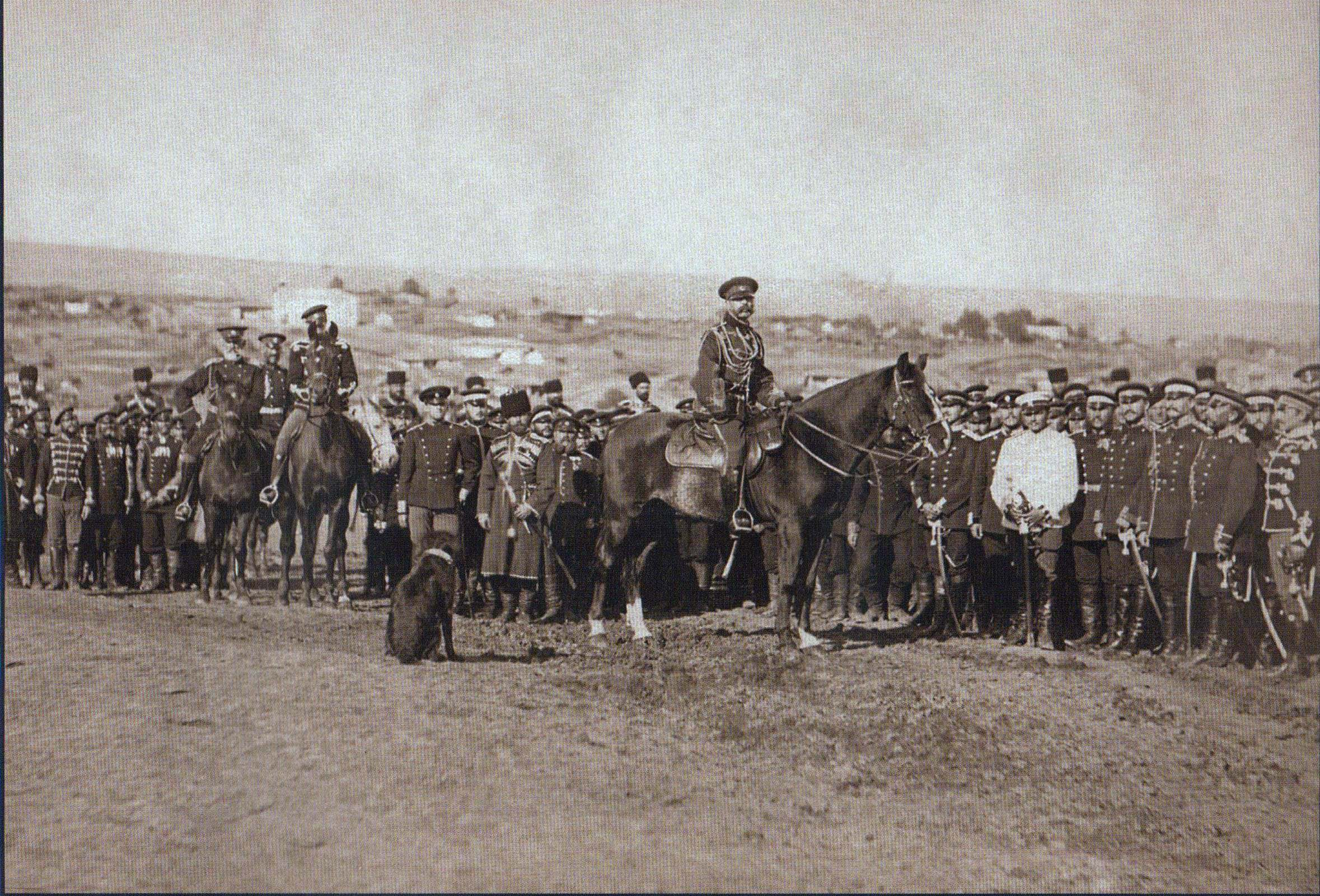
Александр II со своей гвардией в Болгарии в 1877 г.

В царствование Александра II Россия продолжила политику всемерного расширения Российской империи. За этот период к империи были присоединены Центральная Азия, Чечня и Черкесия на Кавказе, Карсская область в Закавказье, Приамурье и Приморье на Дальнем Востоке.
В 1858 году Россия заключила с Китаем Айгунский договор, а в 1860 году — Пекинский договор, по которым получила Приамурье и Приморье («Уссурийский край»).
В 1859 году представители России основали Палестинский комитет, который позже был преобразован в Императорское православное палестинское общество (ИППО), а в 1861 году возникла Русская духовная миссия в Японии. Для расширения миссионерской деятельности 29 июня (11 июля) 1872 года состоялось перенесение кафедры Алеутской епархии в Сан-Франциско (штат Калифорния) и епархия стала простирать своё попечение на всю Северную Америку.
В 1862 году, после свержения в Греции в результате восстания правящего короля Оттона I (из рода Виттельсбахов), греки провели в конце года плебисцит по выбору нового монарха. Бюллетеней с кандидатами не было, поэтому любой подданный Греции мог предложить свою кандидатуру или вид правления в стране. Результаты были обнародованы в феврале 1863 года. Среди тех, кого вписали греки, был и Александр II, который занял третье место и набрал менее 1 процента голосов. Однако представители российского, британского и французского царствующих домов не могли занимать греческий трон, согласно Лондонской конференции 1832 года.

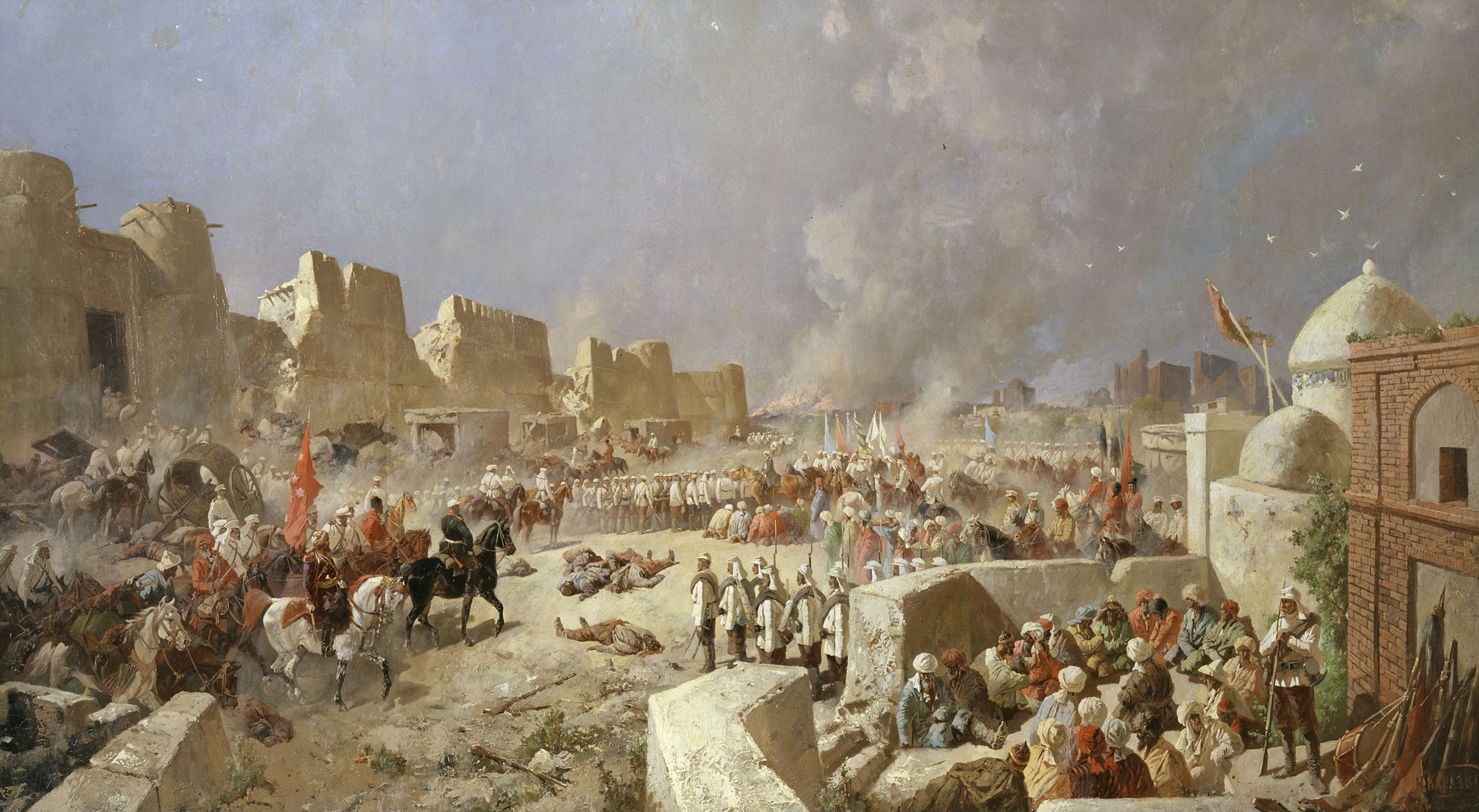
«Вступление русских войск в Самарканд». Картина Н. Н. Каразина

Кавказская война была победоносно завершена в первые годы его царствования. Успешно закончилось покорение Средней Азии (в 1865—1881 годах в состав России вошла большая часть Туркестана). В 1871 году, благодаря А. М. Горчакову, Россия восстановила свои права на Чёрном море, добившись отмены запрета держать там свой флот.
В 1867 году Аляска (Русская Америка) была продана Соединённым Штатам за 7,2 млн долларов (см. продажа Аляски). Кроме того, Александр заключил Санкт-Петербургский договор 1875 года, по которому передавал Японии все Курильские острова в обмен на Сахалин. И Аляска и Курильские острова были отдалёнными заморскими владениями, нерентабельными с экономической точки зрения. С учётом присоединения Приамурья и Приморья русский флот получил гораздо более удобную незамерзающую базу, и необходимость в базировании на Аляске отпала. Уступка на двадцать лет обеспечила нейтралитет США и Японской империи по отношению к действиям России на Дальнем Востоке и дала возможность освободить необходимые силы для закрепления более пригодных для проживания территорий.
В 1876—1877 годах Александр II принял личное участие в заключении секретного соглашения с Австрией в связи с надвигающейся русско-турецкой войной, следствием которого, по мнению некоторых историков и дипломатов второй половины XIX века, стал Берлинский трактат (1878), вошедший в отечественную историографию как «ущербный» в отношении самоопределения балканских народов (существенно урезавший Болгарское государство и передавший Боснию-Герцеговину Австрии). Критику современников и историков вызвали примеры неудачного «поведения» императора и его братьев (великих князей) на театре войны.
В 1877 году, после жёсткого подавления турками восстания славян на Балканах, император решился на войну с Османской империей. В последовавшей войне Россия (при поддержке болгар, румын и других народов, порабощённых Турцией) завоевала почти всю европейскую часть Османской империи. В результате этой победы в войне по Сан-Стефанскому миру 1878 года получили независимость: Румыния, Сербия, Черногория, и фактически Болгария.
Смысл присоединения некоторых новых территорий, в особенности Средней Азии, был непонятен части российского общества. Так, М. Е. Салтыков-Щедрин критиковал поведение генералов и чиновников, использовавших среднеазиатскую войну для личного обогащения, а М. Н. Покровский указывал на бессмысленность завоевания Средней Азии для России. Между тем, это завоевание обернулось большими людскими потерями и материальными затратами.
Отказался от аннексии и русской колонизации северо-восточного берега Папуа — Новой Гвинеи, к чему Александра II призывал известный русский путешественник и исследователь Н. Н. Миклухо-Маклай. Позицией Александра II в данном вопросе воспользовались Австралия и Германия, вскоре разделившие между собой «бесхозные» территории Новой Гвинеи и прилегающих островов.
Советский историк П. А. Зайончковский полагал, что правительство Александра II проводило «германофильскую политику», не отвечавшую интересам страны, чему способствовала позиция самого монарха: «Благоговея перед своим дядюшкой — прусским королём, а позднее германским императором Вильгельмом I, он всячески содействовал образованию единой милитаристской Германии». Во время франко-прусской войны 1870 года «георгиевские кресты щедро раздавались германским офицерам, а знаки ордена — солдатам, как будто они сражались за интересы России».

## Рост общественного недовольства
В отличие от предыдущего царствования, почти не отмеченного социальными протестами, эпоха Александра II характеризовалась ростом общественного недовольства. Наряду с резким увеличением числа крестьянских восстаний (см. выше) появилось много протестных групп среди интеллигенции и рабочих. В 1860-е годы возникли: группа С. Нечаева, кружок Заичневского, кружок Ольшевского, кружок Ишутина, организация «Земля и Воля», группа офицеров и студентов (Иваницкий и др.), готовившая крестьянское восстание. В этот же период появились первые революционеры (Пётр Ткачёв, Сергей Нечаев), пропагандировавшие идеологию терроризма как метода борьбы с властью. В 1866 году была предпринята первая попытка убийства Александра II — в него стрелял Д. Каракозов.

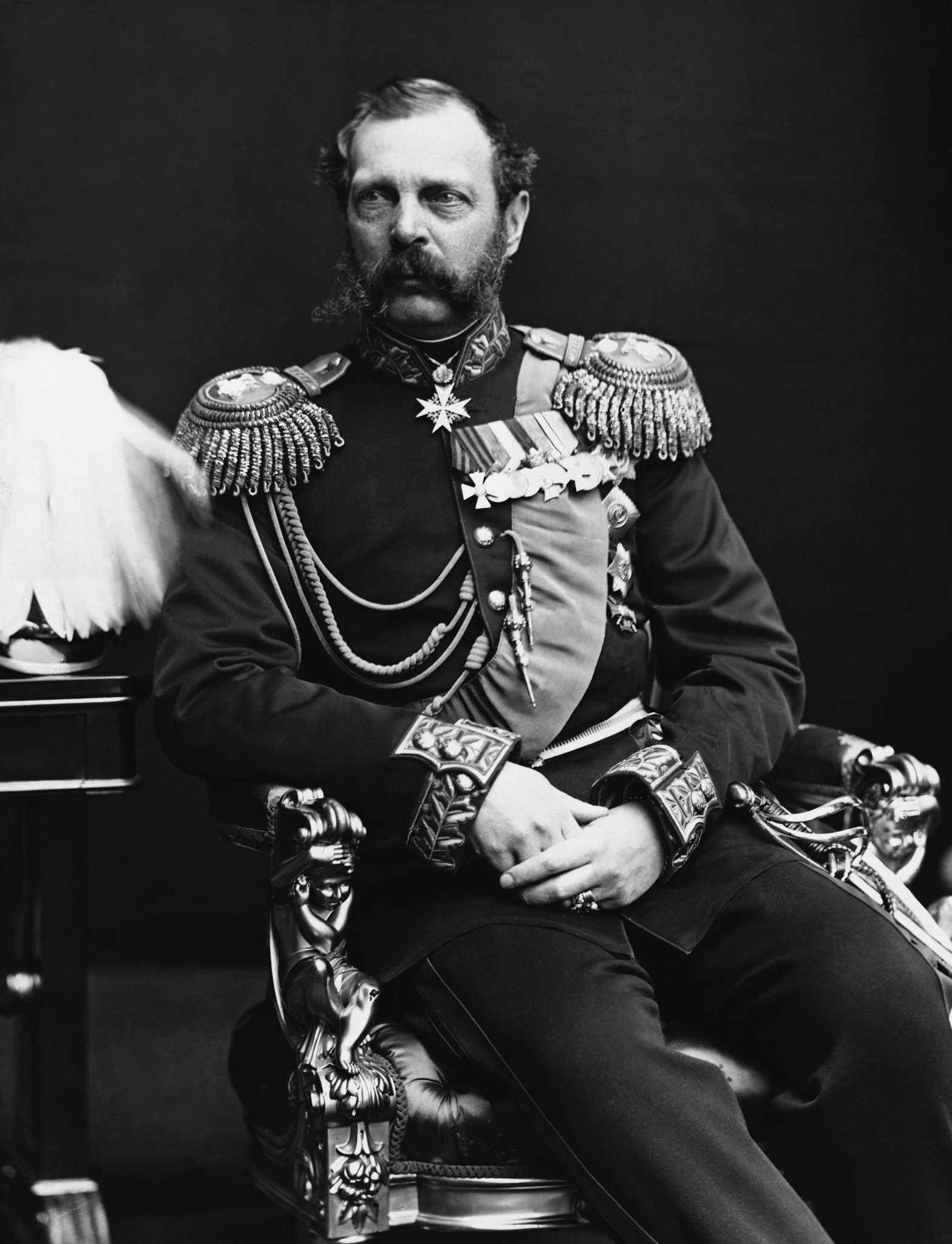
«Волосы государя были коротко острижены и хорошо обрамляли высокий и красивый лоб. Черты лица изумительно правильны и кажутся высеченными художником. Голубые глаза особенно выделяются благодаря коричневому тону лица, обветренного во время долгих путешествий. Очертания рта так тонки и определённы, что напоминают греческую скульптуру. Выражение лица, величественно-спокойное и мягкое, время от времени украшается милостивой улыбкой» (Т. Готье, 1865)

В 1870-е годы эти тенденции значительно усилились. К этому периоду относятся такие протестные группы и движения, как кружок курских якобинцев, кружок чайковцев, кружок Перовской, кружок долгушинцев, группы Лаврова и Бакунина, кружки Дьякова, Сирякова, Семяновского, Южно-российский союз рабочих, Киевская коммуна, Северный рабочий союз, новая организация «Земля и Воля» и ряд других. Большинство этих кружков и групп до конца 1870-х годов занималось антиправительственной пропагандой и агитацией, лишь с конца 1870-х годов начинается явный крен в сторону террористических актов. В 1873—1874 годах 2—3 тысячи человек, преимущественно из числа интеллигенции, отправились в сельскую местность под видом простых людей с целью пропаганды революционных идей (т. н. «хождение в народ»).
После подавления Польского восстания 1863—1864 годов и покушения Д. В. Каракозова на его жизнь 4 (16) апреля 1866 года Александр II пошёл на уступки охранительному курсу, выразившиеся в назначении на высшие государственные посты Дмитрия Толстого, Фёдора Трепова, Петра Шувалова, что привело к ужесточению мер в области внутренней политики.
Усиление репрессий со стороны полицейских органов, особенно в отношении «хождения в народ» (процесс ста девяноста трёх народников), вызвало возмущение общественности и положило начало террористической деятельности, в последующем принявшей массовый характер. Так, покушение Веры Засулич в 1878 году на петербургского градоначальника Трепова было предпринято в ответ на плохое обращение с заключёнными по «процессу ста девяноста трёх». Несмотря на неопровержимые улики, свидетельствовавшие о совершённом покушении, суд присяжных её оправдал, в зале суда ей была устроена овация, а на улице её встретила восторженная манифестация собравшейся у здания суда большой массы публики.
В течение следующих лет были организованы покушения:
- 1878 год: на киевского прокурора Котляревского, на жандармского офицера Гейкинга в Киеве, на шефа жандармов Мезенцева в Петербурге;
- 1879 год: на харьковского губернатора князя Кропоткина, на полицейского агента Рейнштейна в Москве, на шефа жандармов Дрентельна в Петербурге;
- февраль 1880 года: состоялось покушение на «диктатора» Лорис-Меликова[49][50];
- 1878—1881 годы: произошла серия покушений на Александра II.

К концу его царствования протестные настроения распространились среди разных слоёв общества, включая интеллигенцию, часть дворянства и армии. В деревне начался новый подъём крестьянских восстаний, а на заводах началось массовое стачечное движение. Глава правительства П. А. Валуев, давая общую характеристику настроений в стране, писал в 1879 году: «Вообще во всех слоях населения проявляется какое-то неопределённое, обуявшее всех неудовольствие. Все на что-то жалуются и как будто желают и ждут перемены».
Публика рукоплескала террористам, росла численность самих террористических организаций — так, «Народная воля», приговорившая царя к смерти, насчитывала сотни активных членов. Герой русско-турецкой войны 1877—1878 годов и войны в Средней Азии главнокомандующий туркестанской армией генерал Михаил Скобелев в конце царствования Александра II проявлял резкое недовольство его политикой и даже, согласно свидетельствам А. Кони и П. Кропоткина, высказывал намерение арестовать царскую семью. Эти и другие факты породили версию о том, что Скобелев готовил военный переворот с целью свержения Романовых.
Как писал один из современников, А. Плансон, «Только во время уже разгоревшегося вооружённого восстания бывает такая паника, какая овладела всеми в России в конце 70-х годов и в 80-м. Во всей России все замолкли в клубах, в гостиницах, на улицах и на базарах… И как в провинции, так и в Петербурге все ждали чего-то неизвестного, но ужасного, никто не был уверен в завтрашнем дне».
Как указывают историки, на фоне роста политической и социальной нестабильности правительство принимало всё новые и новые чрезвычайные меры: сначала были введены военные суды, затем, в апреле 1879 года, были назначены временные генерал-губернаторы в ряде городов, и наконец, в феврале 1880 года была введена «диктатура» Лориса-Меликова (которому были даны чрезвычайные полномочия), сохранявшаяся до конца царствования Александра II — сначала в виде председателя Верховной распорядительной комиссии, затем — в виде министра внутренних дел и фактического главы правительства.
Сам император в последние годы жизни находился на грани нервного расстройства. Председатель Комитета Министров П. А. Валуев записал в дневнике 3 (15) июня 1879 года: «Государь имеет вид усталый и сам говорил о нервном раздражении, которое он усиливается скрывать. Коронованная полуразвалина. В эпоху, где нужна в нём сила, очевидно, на неё нельзя рассчитывать».

### Покушения и убийство

#### Первое покушение
Впервые покушение было совершено 4 (16) апреля 1866 года Д. В. Каракозовым. Когда Александр II направлялся от ворот Летнего сада к своей карете, раздался выстрел. Пуля пролетела над головой императора: стрелявшего толкнул стоявший рядом крестьянин Осип Комиссаров.

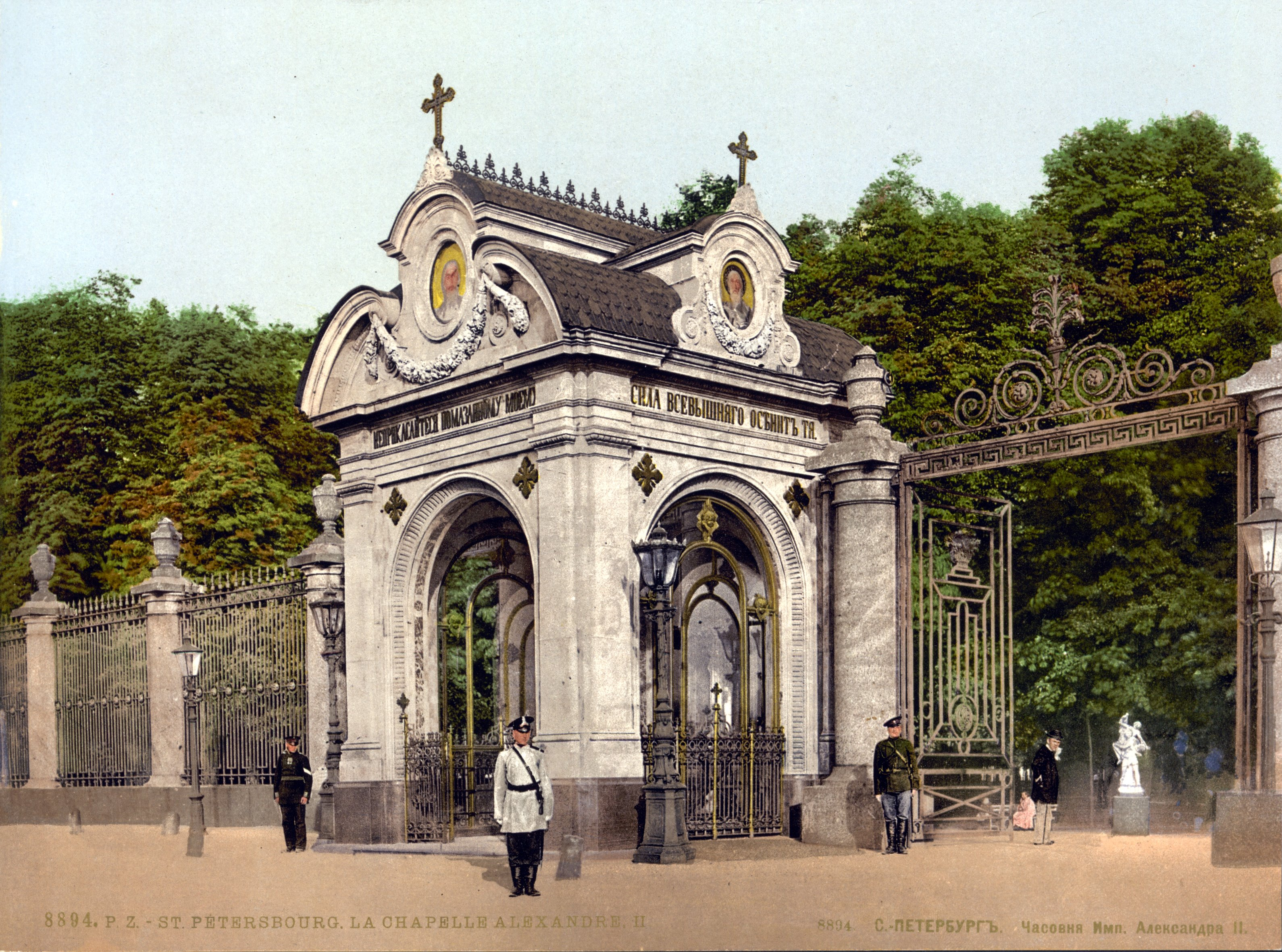
Часовня на месте покушения 1866 года (не сохранилась), 1896 г.

Жандармы и некоторые из очевидцев бросились на стрелявшего и повалили его. «Ребята! Я за вас стрелял!» — кричал террорист.
Александр приказал отвести его к экипажу и спросил:
— Ты поляк?
— Русский — ответил террорист.
— Почему же ты стрелял в меня?
— Ты обманул народ: обещал ему землю, да не дал.
— Отвезите его в Третье отделение, — сказал Александр, и стрелявшего вместе с тем, кто вроде бы помешал ему попасть в царя, повезли к жандармам.
Стрелявший назвал себя крестьянином Алексеем Петровым, а другой задержанный — Осипом Комиссаровым, петербургским картузником, происходившим из крестьян Костромской губернии. Случилось так, что среди благородных свидетелей оказался герой Севастополя генерал Э. И. Тотлебен, и он заявил, что отчётливо видел, как Комиссаров толкнул террориста и тем спас жизнь государя.

#### Второе покушение
Было совершено 25 мая (6 июня) 1867 года польским эмигрантом Антоном Березовским в Париже. Пуля угодила в лошадь.

#### Третье покушение
Совершено А. К. Соловьёвым 14 (26) апреля 1879 года в Петербурге. Соловьёв совершил 5 выстрелов из револьвера, в том числе 4 — в императора. Соловьёв был казнён 9 (21) июня 1879 года.

#### Четвертое покушение
Летом 1879 года была создана организация «Народная воля». Её исполнительный комитет 26 августа (7 сентября) 1879 года принял решение об убийстве Александра II. 19 ноября (1 декабря) 1879 года произошла попытка взрыва императорского поезда под Москвой. Спасло императора то, что в Харькове сломался паровоз свитского поезда, который шёл на полчаса раньше царского. Царь не захотел ждать, и первым поехал царский поезд. Не зная об этом обстоятельстве, террористы пропустили первый состав, взорвав мину под вторым вагоном второго поезда, в котором везли крымские фрукты. Поэтому никто не погиб в крушении.

#### Пятое покушение
Следующая попытка была предпринята 17 (29) февраля 1880 года. Народоволец С. Н. Халтурин устроился работать плотником в Зимний дворец и организовал взрыв на его первом этаже. Император обедал на третьем этаже. Спасло его то, что он прибыл позже назначенного времени. Погибла охрана (11 человек) на втором этаже.
После этого покушения для охраны государственного порядка и борьбы с революционным движением 12 (24) февраля 1880 года была учреждена Верховная распорядительная комиссия во главе с либерально настроенным графом М. Т. Лорис-Меликовым.

#### Попытки покушений (шестая и седьмая) и убийство Александра
17 (29) августа 1880 года должен был случиться подрыв Каменного моста в Санкт-Петербурге в момент, когда по нему проезжала императорская карета. Взрыв не состоялся по нелепой причине: один из заговорщиков, не имея часов, опоздал занять позицию ко времени проезда императора.

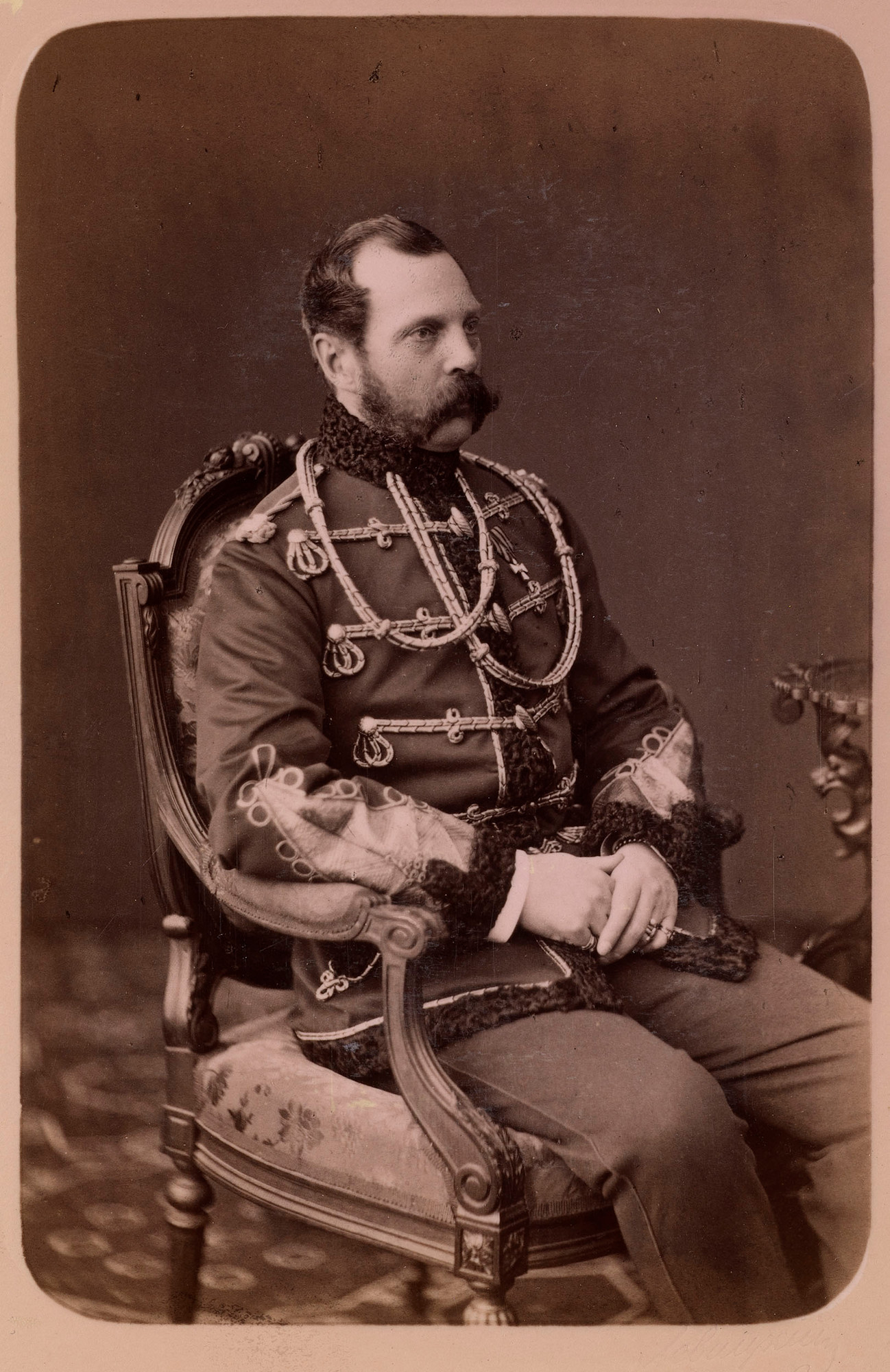
Александр II

Следующей попыткой стала подготовка взрыва на Малой Садовой улице столицы, для чего под улицей была прокопана галерея для закладки мины. Все приготовления были завершены к 1 (13) марта 1881 года, но императорский кортеж поменял маршрут следования, не поехав по Малой Садовой, в результате чего план покушения был изменён.
Убийство императора произошло в тот же день на набережной Екатерининского канала около 14:25. Покушение произошло, когда император возвращался после войскового развода в Михайловском манеже, с «чая» (второго завтрака) в Михайловском дворце у великой княгини Екатерины Михайловны. Бомбой, брошенной под ноги лошадям, императорская карета была частично разрушена. Сам Александр не пострадал и подошёл к задержанному метальщику Н. И. Рысакову. В это время ему под ноги И. И. Гриневицким была брошена вторая бомба, смертельно ранившая императора.  В Манеже на чае присутствовал также великий князь Михаил Николаевич, который отбыл оттуда несколько позднее, уже услышав первый  взрыв, и прибыл на место покушения вскоре после второго взрыва. Он отдавал распоряжения и приказания на месте происшествия. Смертельно раненный император был перевезён в Зимний дворец.

#### Смерть и погребение. Реакция общества
…Грянул взрыв

С Екатеринина канала,

Россию облаком покрыв.

Всё издалёка предвещало,

Что час свершится роковой,

Что выпадет такая карта…

И этот века час дневной —

Последний — назван первым марта.
1 (13) марта 1881 года в 15:35 Александр II скончался в своих апартаментах в Зимнем дворце (зал № 171) вследствие смертельного ранения, полученного на набережной Екатерининского канала. Накануне, 28 февраля (12 марта) 1881 — (в субботу первой седмицы Великого поста), император в Малой церкви Зимнего дворца, вместе с некоторыми другими членами семьи, приобщился Святых Тайн. 4 марта его тело было установлено в Большой церкви Зимнего дворца; 7 марта торжественно перенесено в Петропавловский собор Петербурга. Отпевание 15 марта возглавил митрополит Санкт-Петербургский Исидор (Никольский) в сослужении прочих членов Святейшего синода и сонма духовенства.

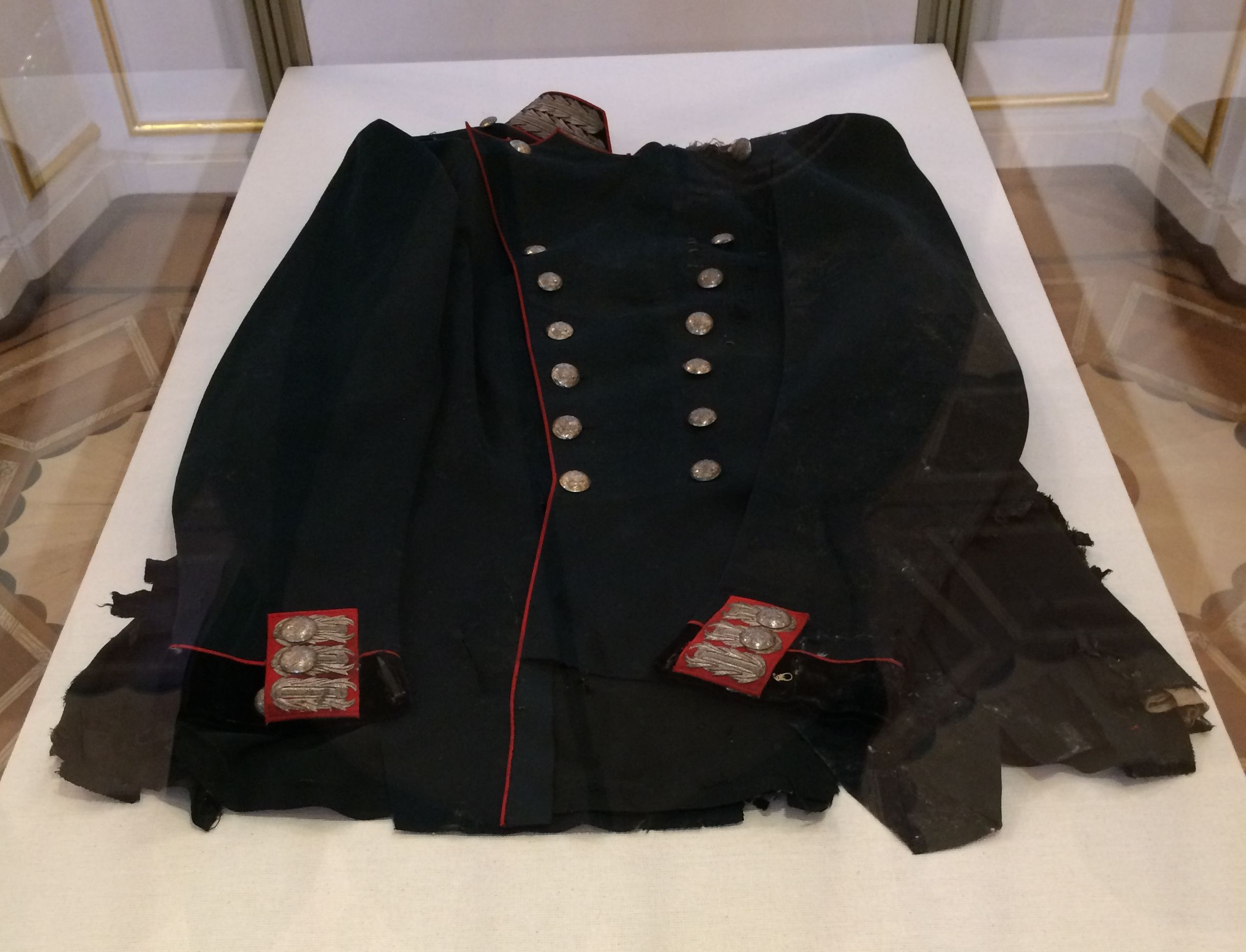
Мундир, в который был одет Александр II в момент покушения

Гибель «Освободителя», убитого народовольцами от имени «освобождённых», казалась многим символичным завершением его царствования, приведшим, с точки зрения консервативной части общества, к разгулу «нигилизма»; особое негодование вызывала примиренческая политика графа Лорис-Меликова, который рассматривался как марионетка в руках княгини Юрьевской. Политические деятели правого крыла (в их числе Константин Победоносцев, Евгений Феоктистов и Константин Леонтьев) с большей или меньшей прямотой даже говорили, что император погиб «вовремя»: процарствуй он ещё год или два, катастрофа России (крушение самодержавия) стала бы неизбежностью.
Незадолго до того назначенный обер-прокурором Святейшего синода Победоносцев в самый день гибели Александра II писал новому императору: «Бог велел нам пережить нынешний страшный день. Точно кара Божия обрушилась на несчастную Россию. Хотелось бы скрыть своё лицо, уйти под землю, чтобы не видеть, не чувствовать, не испытывать. Боже, помилуй нас.».

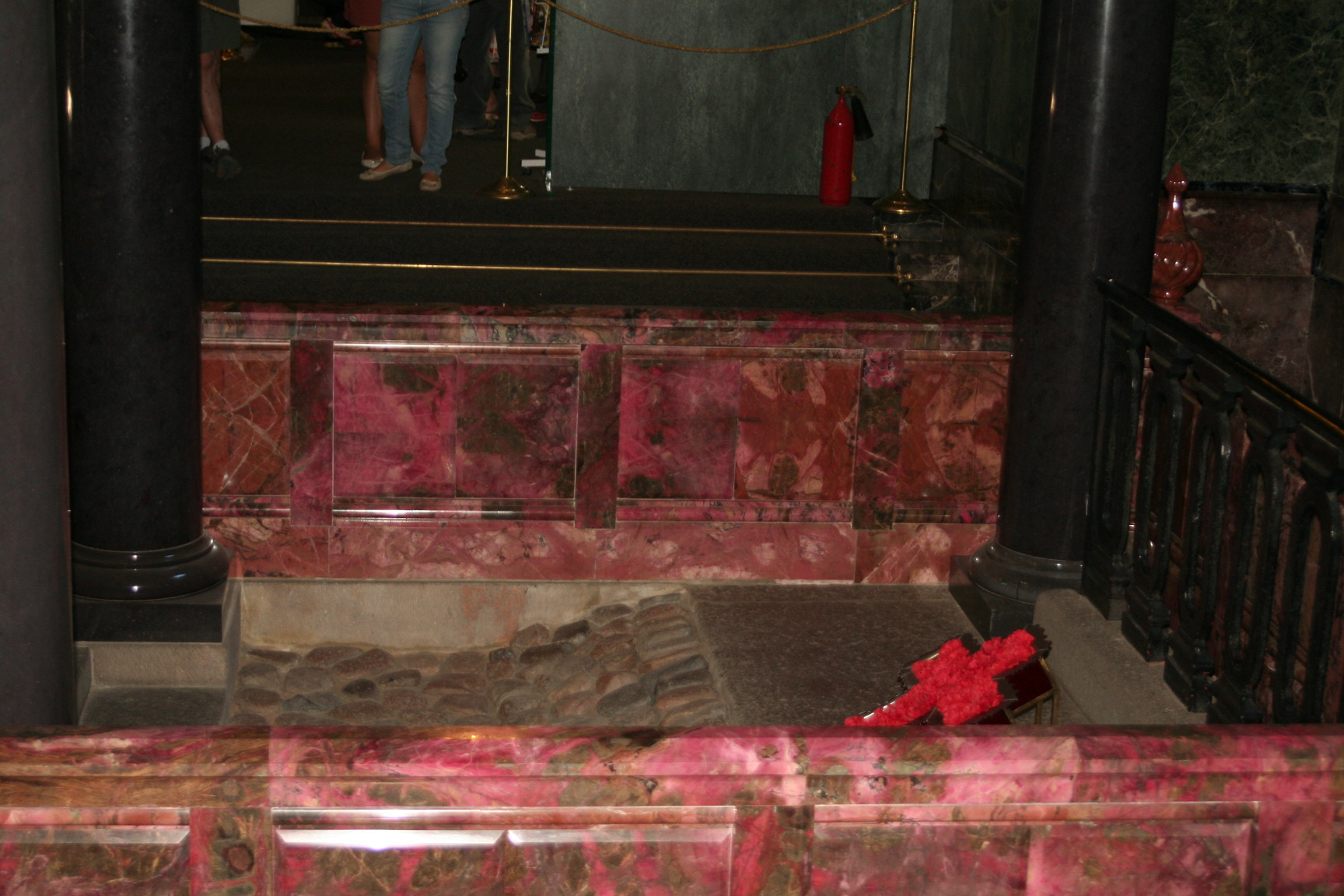
Место смертельного ранения Александра II. Храм Спас на Крови, воздвигнутый на месте смертельного покушения. Оригинальная часть мостовой сохранена

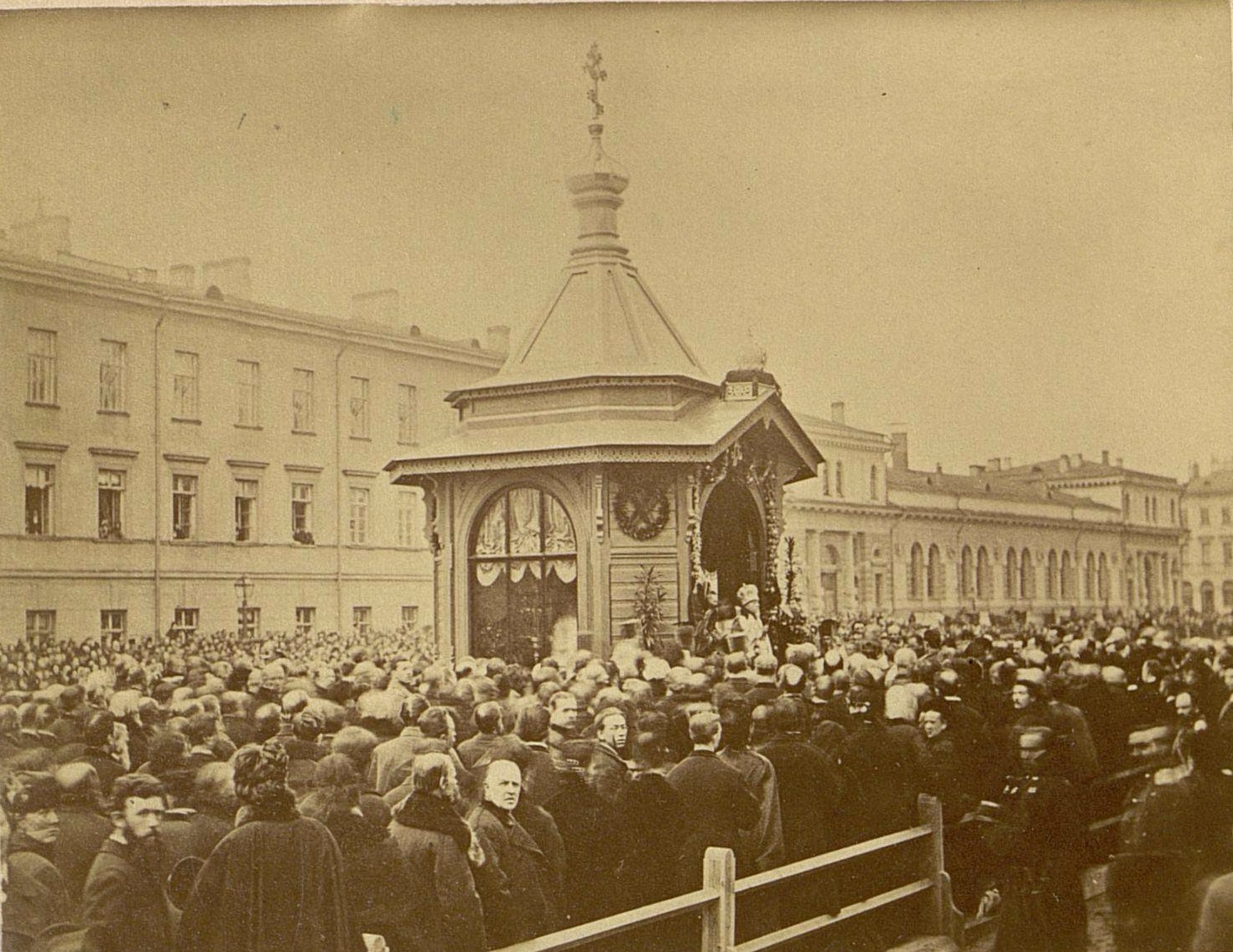
Деревянная часовня на месте покушения на царя, 1881 г.

Ректор Санкт-Петербургской духовной академии протоиерей Иоанн Янышев 2 (14) марта 1881 года, перед панихидою в Исаакиевском соборе, сказал в своём слове: «Государь не скончался только, но и убит в Своей собственной столице… мученический венец для Его священной Главы сплетён на русской земле, в среде Его подданных… Вот что делает скорбь нашу невыносимою, болезнь русского и христианского сердца — неизлечимою, наше неизмеримое бедствие — нашим же вечным позором!».
Великий князь Александр Михайлович, бывший в юном возрасте у одра умирающего императора, и чей отец был в Михайловском дворце в день покушения, в эмигрантских воспоминаниях писал о своих ощущениях в следующие за тем дни: «Ночью, сидя на наших кроватях, мы продолжали обсуждать катастрофу минувшего воскресенья и опрашивали друг друга, что же будет дальше? Образ покойного Государя, склонившегося над телом раненого казака и не думающего о возможности вторичного покушения, не покидал нас. Мы понимали, что что-то несоизмеримо большее, чем наш любящий дядя и мужественный монарх ушло вместе с ним невозвратимо в прошлое. Идиллическая Россия с Царём-Батюшкой и его верноподданным народом перестала существовать 1 марта 1881 года. Мы понимали, что Русский Царь никогда более не сможет относиться к своим подданным с безграничным доверием. Не сможет, забыв цареубийство, всецело отдаться государственным делам. Романтические традиции прошлого и идеалистическое понимание русского самодержавия в духе славянофилов — всё это будет погребено, вместе с убитым императором, в склепе Петропавловской крепости. Взрывом прошлого воскресенья был нанесён смертельный удар прежним принципам, и никто не мог отрицать, что будущее не только Российской Империи, но и всего мира, зависело теперь от исхода неминуемой борьбы между новым русским Царём и стихиями отрицания и разрушения.».
Редакционная статья Особого прибавления к правоконсервативной газете «Русь» от 4 марта гласила: «Царь убит!… Русский царь, у себя в России, в своей столице, зверски, варварски, на глазах у всех — русскою же рукою… <…> Позор, позор нашей стране! <…> Пусть же жгучая боль стыда и горя проникнет нашу землю из конца в конец, и содрогнётся в ней ужасом, скорбью, гневом негодования всякая душа! <…> То отребье, которое так дерзостно, так нагло гнетёт преступлениями душу всего Русского народа, не есть исчадие самого нашего простого народа, ни его старины, ни даже новизны истинно просвещённой, — а порождение тёмных сторон петербургского периода нашей истории, отступничества от русской народности, измены её преданиям, началам и идеалам».
В экстренном заседании Московской городской думы было единогласно принято следующее постановление: «Совершилось событие неслыханное и ужасающее: русский царь, освободитель народов, пал жертвою шайки злодеев среди многомиллионного, беззаветно преданного ему народа. Несколько людей, порождение мрака и крамолы, осмелились святотатственною рукой посягнуть на вековое предание великой земли, запятнать её историю, знамя которой есть Русский Царь. Негодованием и гневом содрогнулся Русский народ при вести о страшном событии».
В № 65 (8 (20) марта 1881 года) официозной газеты «Санкт-Петербургские ведомости» была напечатана «горячая и откровенная статья», произведшая «переполох в петербургской печати». В статье, в частности, говорилось: «Петербург, стоящий на окраине государства, кишит инородческими элементами. Тут свили себе гнездо и иностранцы, жаждущие разложения России, и деятели наших окраин. <…> [Петербург] полон нашею бюрократией, которая давно потеряла чувство народного пульса <…> Оттого-то в Петербурге можно встретить очень много людей, по-видимому и русских, но которые рассуждают как враги своей родины, как изменники своего народа».

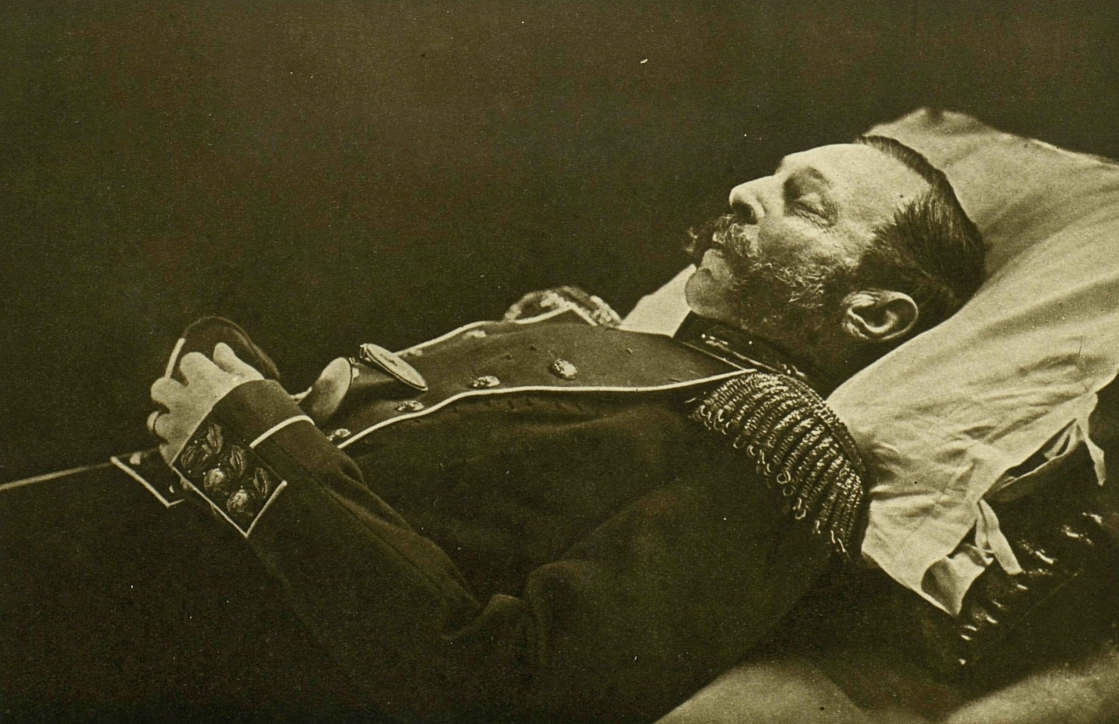
Император Александр II на смертном одре. Фотография С. Левицкого

Антимонархически настроенный представитель левого крыла кадетов В. П. Обнинский в своём труде «Последний самодержец» (1912 год или позже) писал о цареубийстве: «Этот акт глубоко всколыхнул общество и народ. За убитым государем числились слишком выдающиеся заслуги, чтобы смерть его прошла без рефлекса со стороны населения. А таким рефлексом могло быть только желание реакции».
В то же время исполнительный комитет «Народной воли» спустя несколько дней после 1 марта опубликовал письмо, в котором, наряду с констатацией «приведения в исполнение приговора» царю, содержался «ультиматум» новому царю, Александру III: «Если политика правительства не изменится, революция будет неизбежна. Правительство должно выражать народную волю, а оно является узурпаторской шайкой». Аналогичное заявление, ставшее известным публике, сделал и арестованный лидер «Народной воли» А. И. Желябов во время допроса 2 марта. Несмотря на арест и казнь всех лидеров «Народной воли», террористические акты продолжались и в первые 2—3 года царствования Александра III.
В эти же дни начала марта газетам «Страна» и «Голос» было сделано «предупреждение» правительства за передовые статьи, «объясняющие гнусное злодеяние последних дней системою реакции и как возлагающее ответственность за постигшее Россию несчастье на тех из советников царских, кои руководили мерами реакции». В последующие дни, по инициативе Лорис-Меликова, были закрыты газеты «Молва», «С.-Петербургские ведомости», «Порядок» и «Смоленский вестник», печатавшие «вредные», с точки зрения правительства, статьи.
В своих воспоминаниях азербайджанский писатель-сатирик и просветитель Джалил Мамедкулизаде, бывший на момент гибели Александра II школьником, следующим образом описывал реакцию местного населения на убийство императора:

Нас отпустили по домам. Базар и лавки были закрыты. Народ собрали в мечеть, и там была совершена принудительная панихида. Мулла поднялся на минбер и стал так расписывать достоинства и заслуги убиенного падишаха, что в конце концов и сам расплакался, и у молящихся вызвал слёзы. Затем была прочитана марсия, и горе по умерщвлённом падишахе слилось воедино с горем по имаму — великомученику, и мечеть огласилась душераздирающими воплями.

- Корнет гвардии (17 (29) апреля 1825)[77]
- Подпоручик гвардии «за успехи в науках, оказанные на экзамене в присутствии Их Величеств» (7 (19) января 1827)
- Поручик гвардии «за отличие по службе» (1 (13) июля 1830)
- Штабс-ротмистр гвардии «за успехи в науках, оказанные на экзамене в присутствии Их Величеств» (13 (25) мая 1831)
- Флигель-адъютант (17 (29) апреля 1834)
- Полковник (10 (22) ноября 1834)
- Генерал-майор Свиты (6 (18) декабря 1836)
- Генерал-лейтенант Свиты «за отличие по службе» (6 (18) декабря 1840)
- Генерал-адъютант (17 (29) апреля 1843)
- Генерал от инфантерии (17 (29) апреля 1847)
- Генерал-фельдмаршал «по просьбе армии» (30 апреля (12 мая) 1878)[78]

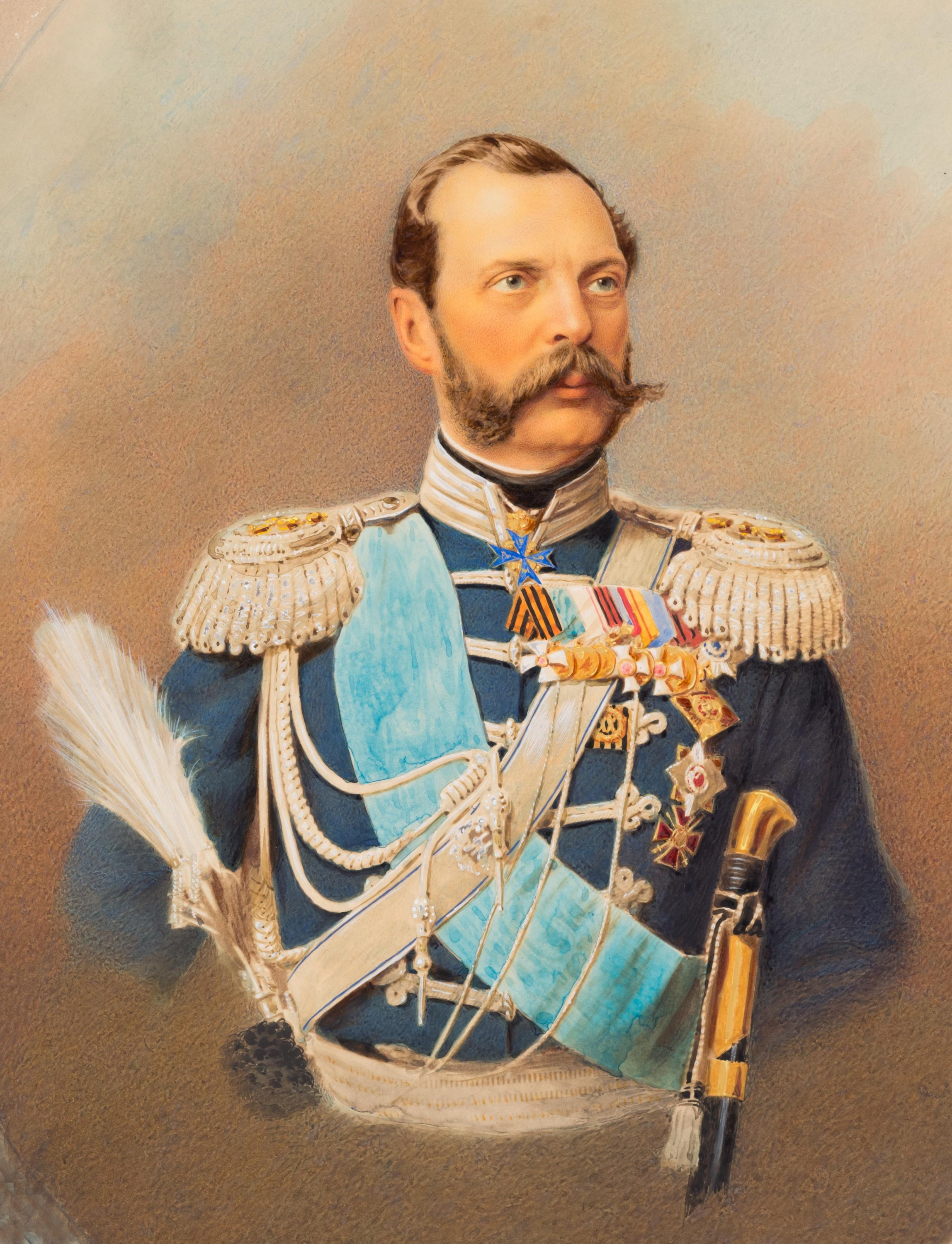
Парадный портрет императора Александра II. Рис. с фото 1870-х гг.

- Орден Святого апостола Андрея Первозванного (5 (17) мая 1818)[77]
- Орден Святого Александра Невского (5 (17) мая 1818)
- Орден Святой Анны 1 ст. (5 (17) мая 1818)
- Орден Белого орла (Царство Польское, 12 (24) мая 1829)
- Орден Святого Владимира 1 ст. (1 (13) января 1846)
- Знак отличия «За XV лет службы в офицерских чинах» (17 (29) апреля 1849)
- Орден Святого Георгия 4 ст. за участие «в деле против кавказских горцев» (10 (22) ноября 1850)[79]
- Знак отличия «За XX лет службы в офицерских чинах» (4 (16) апреля 1854)
- Золотая медаль «За труды по освобождению крестьян» (17 (29) апреля 1861)
- Серебряная медаль «За покорение Западного Кавказа» (12 (24) июля 1864)
- Крест «За службу на Кавказе» (12 (24) июля 1864)
- Орден Святого Станислава 1 ст. (11 (23) июня 1865)
- Орден Святого Георгия 1 ст. по случаю 100-летия учреждения ордена (26 ноября (8 декабря) 1869)
- Золотая сабля, поднесена офицерами Собственного Его Императорского Величества Конвоя (2 (14) декабря 1877)
- Орден Благородной Бухары — первый награждённый этим орденом (Бухарский эмират, 1881)[80]

Иностранные:
- Прусский орден Чёрного орла при крещении (5 (17) мая 1818)
- Французский орден Святого Духа (13 (25) декабря 1823)
- Испанский орден Золотого руна (13 (25) августа 1826)
- Вюртембергский орден Вюртембергской короны 1 ст. (9 (21) ноября 1826)
- Баварский орден Святого Губерта (13 (25) апреля 1829)
- Шведский орден Серафимов (8 (20) июня 1830)
- Датский орден Слона (23 апреля (5 мая) 1834)
- Нидерландский орден Нидерландского льва 1 ст. (2 (14) декабря 1834)
- Греческий орден Спасителя 1 ст. (8 (20) ноября 1835)
- Золотая цепь к датскому ордену Слона (25 июня (7 июля) 1838)
- Ганноверский Королевский Гвельфский орден (18 (30) июля 1838)
- Саксен-Веймарский орден Белого сокола (30 августа (11 сентября) 1838)
- Неаполитанский орден Святого Фердинанда и Заслуг (20 января (1 февраля) 1839)
- Австрийский Королевский венгерский орден Святого Стефана, большой крест (20 февраля (4 марта) 1839)
- Баденский орден Верности (11 (23) марта 1839)
- Баденский орден Церингенского льва 1 ст. (11 (23) марта 1839)
- Гессен-Дармштадтский орден Людвига 1 ст. (13 (25) марта 1839)
- Саксонский орден Рутовой короны, большой крест (19 (31) марта 1840)
- Ганноверский орден Святого Георгия (3 (15) июля 1840)
- Гессен-Дармштадтский орден Филиппа Великодушного 1 ст. (14 (26) декабря 1843)
- Бразильский орден Южного Креста (15 (27) мая 1845)
- Сардинский Высший орден Святого Благовещения (19 (31) октября 1845)
- Саксен-Альтенбургский орден Саксен-Эрнестинского дома, большой крест (18 (30) июня 1847)
- Гессен-Кассельский орден Золотого льва (5 (17) августа 1847)
- Ольденбургский орден Заслуг герцога Петра-Фридриха-Людвига 1 ст. (15 (27) октября 1847)
- Персидский орден Льва и Солнца 1 ст. (7 (19) октября 1850)
- Вюртембергский Орден «За военные заслуги» 3 ст. (13 (25) декабря 1850)
- Пармский Константиновский орден Святого Георгия (1850)
- Нидерландский Военный орден Вильгельма, большой крест (15 (27) сентября 1855)
- Португальский Тройной орден (27 ноября (9 декабря) 1855)
- Португальский орден Башни и Меча (27 ноября (9 декабря) 1855)
- Бразильский орден Педру I (14 (26) февраля 1856)
- Бельгийский орден Леопольда I 1 ст. (18 (30) мая 1856)
- Французский орден Почётного легиона (30 июля (11 августа) 1856)
- Прусские бронзовые медали за 1848 и 1849 гг. (6 (18) августа 1857)
- Гессен-Кассельский орден Золотого Льва 1 ст. (1 (13) мая 1858)
- Турецкий орден Меджидие 1 ст. (1 (13) февраля 1860)
- Мекленбург-Шверинский орден Вендской короны на золотой цепи (21 июня (3 июля) 1864)
- Мексиканский Императорский орден Мексиканского орла (6 (18) марта 1865)
- Британский орден Подвязки (16 (28) июля 1867)
- Прусский орден «Pour le Mérite» (26 ноября (8 декабря) 1869)
- Турецкий орден Османие 1 ст. (25 мая (6 июня) 1871)
- Золотые дубовые листья к прусскому ордену «Pour le Mérite» (27 ноября (9 декабря) 1871)
- Монакский орден Святого Карла, большой крест (3 (15) июля 1873)
- Австрийский золотой крест за 25-летнюю службу (2 (14) февраля 1874)
- Австрийская бронзовая медаль (7 (19) февраля 1874)
- Цепь к шведскому ордену Серафимов (3 (15) июля 1875)
- Австрийский Военный орден Марии Терезии 3 ст. (25 ноября (7 декабря) 1875)
- Японский Высший орден Хризантемы (15 (27) апреля 1877)[81]
- Черногорский орден Святого Петра Цетинского

## Итоги царствования

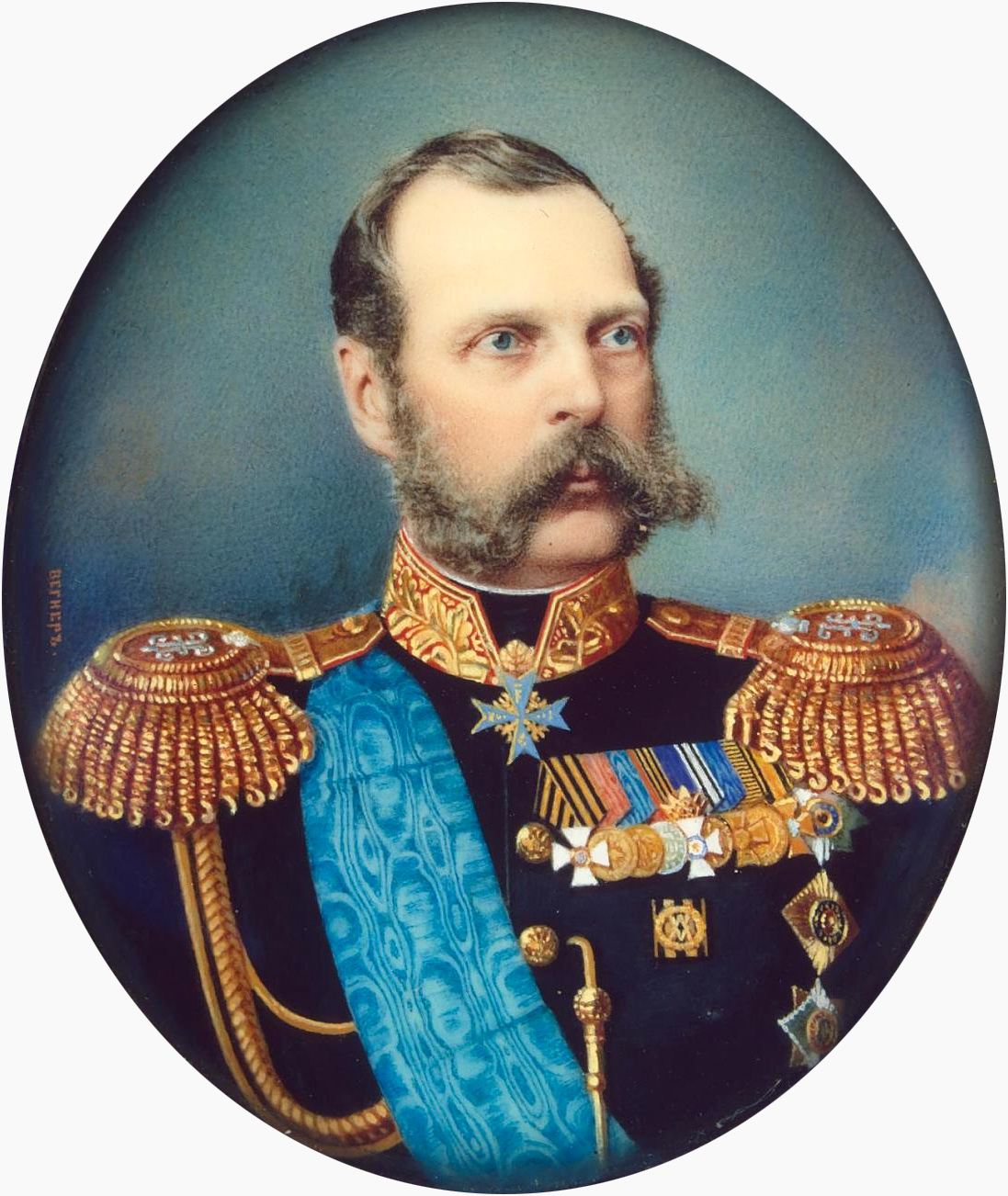
Портрет Александра II, 1870-е

Александр II вошёл в историю как реформатор и освободитель. В его царствование было отменено крепостное право, введена всеобщая воинская повинность, учреждены земства, проведена судебная реформа, ограничена цензура, проведён ряд других реформ. Империя значительно расширилась за счёт завоевания и включения среднеазиатских владений, Северного Кавказа, Дальнего Востока и других территорий. По словам Д. Мирского, со смертью Александра закончилась эпоха наивысшего подъёма русской литературы, принёсшая ей всемирную известность:

Царствование Александра II было эпохой великих литературных свершений, золотым веком русского романа. В ту пору были написаны почти все великие произведения русской художественной литературы — от тургеневского «Рудина» и аксаковской «Семейной хроники» до «Анны Карениной» и «Братьев Карамазовых».

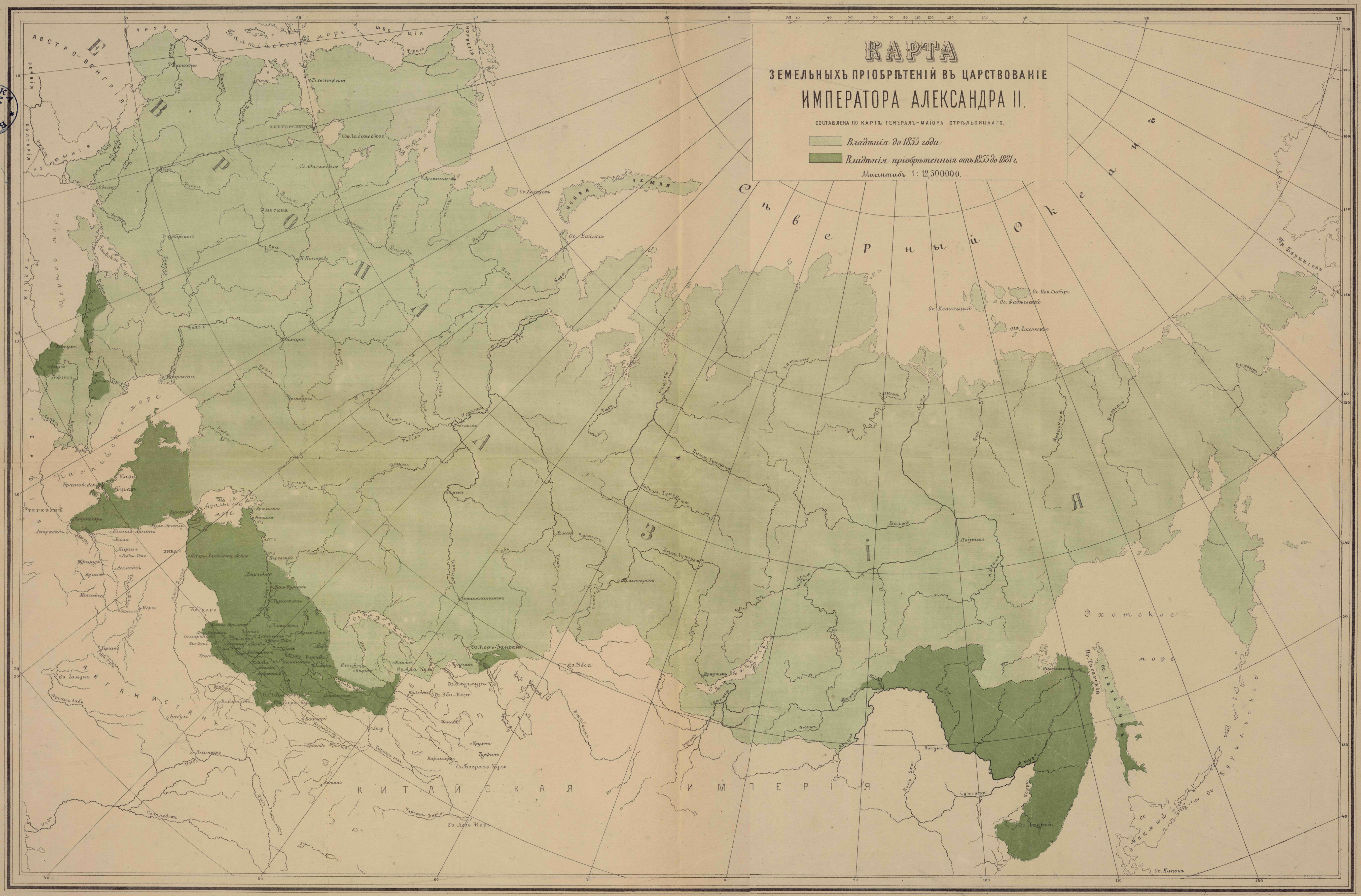
Территориальные приобретения при Александре II

Вместе с тем, экономическое положение страны ухудшилось: промышленность поразила затяжная депрессия, в деревне было несколько случаев массового голода. Больших размеров достиг дефицит внешнеторгового баланса и государственный внешний долг (почти 6 млрд руб.), что привело к расстройству денежного обращения и государственных финансов. Обострилась проблема коррупции. В российском обществе образовался раскол и острые социальные противоречия, которые достигли своего пика к концу царствования.
К прочим негативным сторонам обычно относят невыгодные для России итоги Берлинского конгресса 1878 года, непомерные расходы в войне 1877—1878 годов, многочисленные крестьянские выступления (в 1861—1863 годах: более 1150 выступлений), масштабные националистические восстания в царстве Польском и Северо-Западном крае (1863) и на Кавказе (1877—1878).

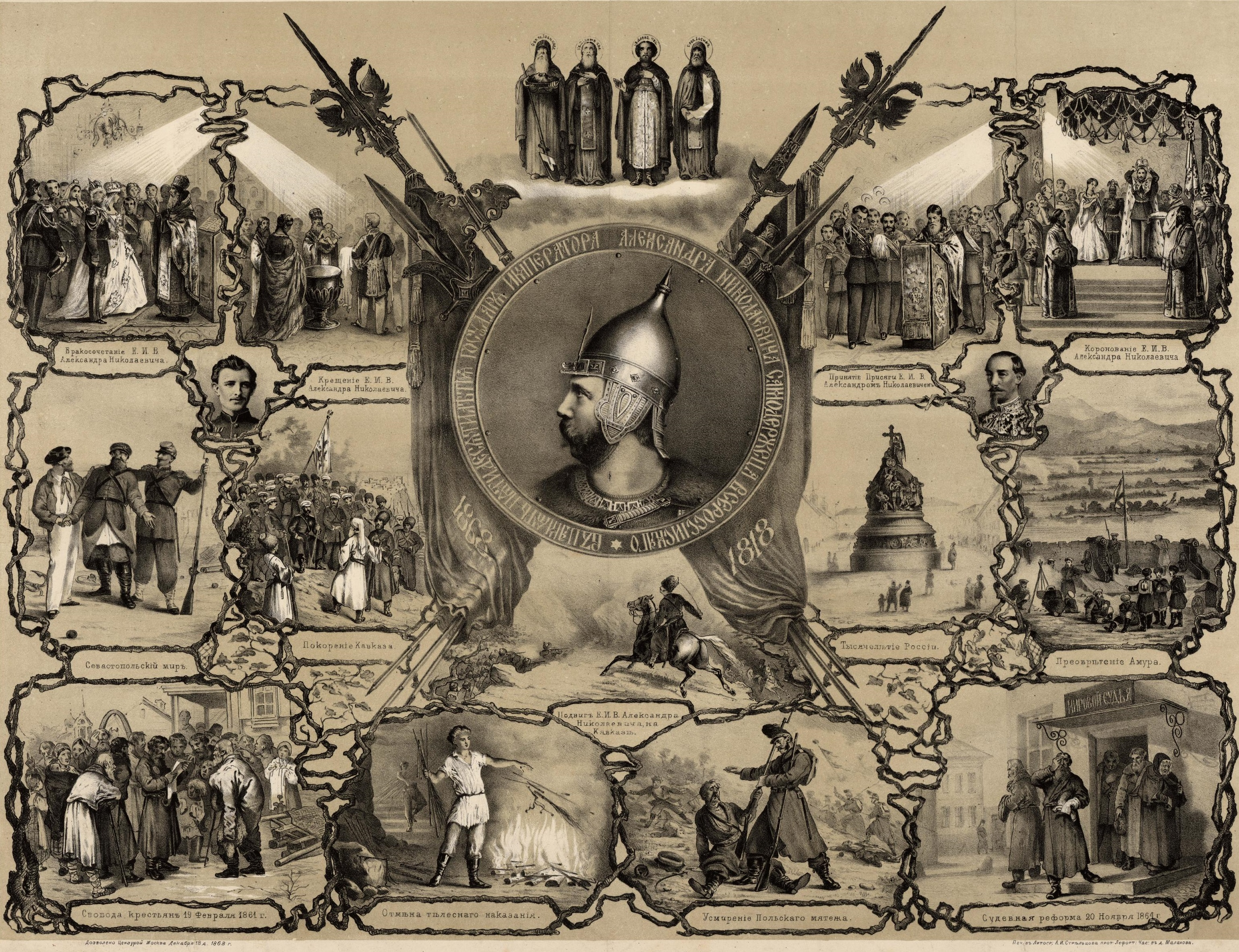
Главные события правления Александра II. Картина 1868 года

Оценки некоторых реформ Александра II противоречивы. Либеральная пресса называла его реформы «великими». Вместе с тем, значительная часть населения (часть интеллигенции), а также ряд государственных деятелей той эпохи отрицательно оценила эти реформы. Так, К. П. Победоносцев, основной идеолог будущих консервативных контрреформ, на первом совещании правительства Александра III 8 (20) марта 1881 года подверг резкой критике и крестьянскую, и земскую, и судебную реформы Александра II, назвав их «преступными реформами», и Александр III фактически одобрил его речь. А многие современники и ряд историков утверждали, что действительного освобождения крестьян не произошло (был создан лишь механизм такого освобождения, причём несправедливый); не были отменены телесные наказания в отношении крестьян (которые сохранялись вплоть до 1904—1905 годов); учреждение земств привело к дискриминации низших сословий; судебная реформа не смогла воспрепятствовать росту судебного и полицейского произвола. Кроме того, по мнению специалистов по аграрному вопросу, крестьянская реформа 1861 года привела к возникновению новых серьёзных проблем в виде отрезков земли в пользу помещиков и фактическое разорение крестьян, которые стали одной из причин будущих революций 1905 и 1917 года.
Взгляды современных историков на эпоху Александра II подвергались резким изменениям под влиянием правительственной идеологии и не являются устоявшимися. В советской историографии преобладал тенденциозный взгляд на его царствование, вытекавший из общих нигилистических установок на «эпоху царизма». Современные историки, наряду с тезисом об «освобождении крестьян», констатируют, что их свобода передвижения после реформы была «относительной». Называя реформы Александра II «великими», они в то же время пишут о том, что реформы породили «глубочайший социально-экономический кризис в деревне», не привели к отмене телесных наказаний для крестьян, не были последовательными, а экономическая жизнь в 1860—1870-е годы характеризовалась промышленным спадом, разгулом спекуляции и грюндерства.

## Личная жизнь

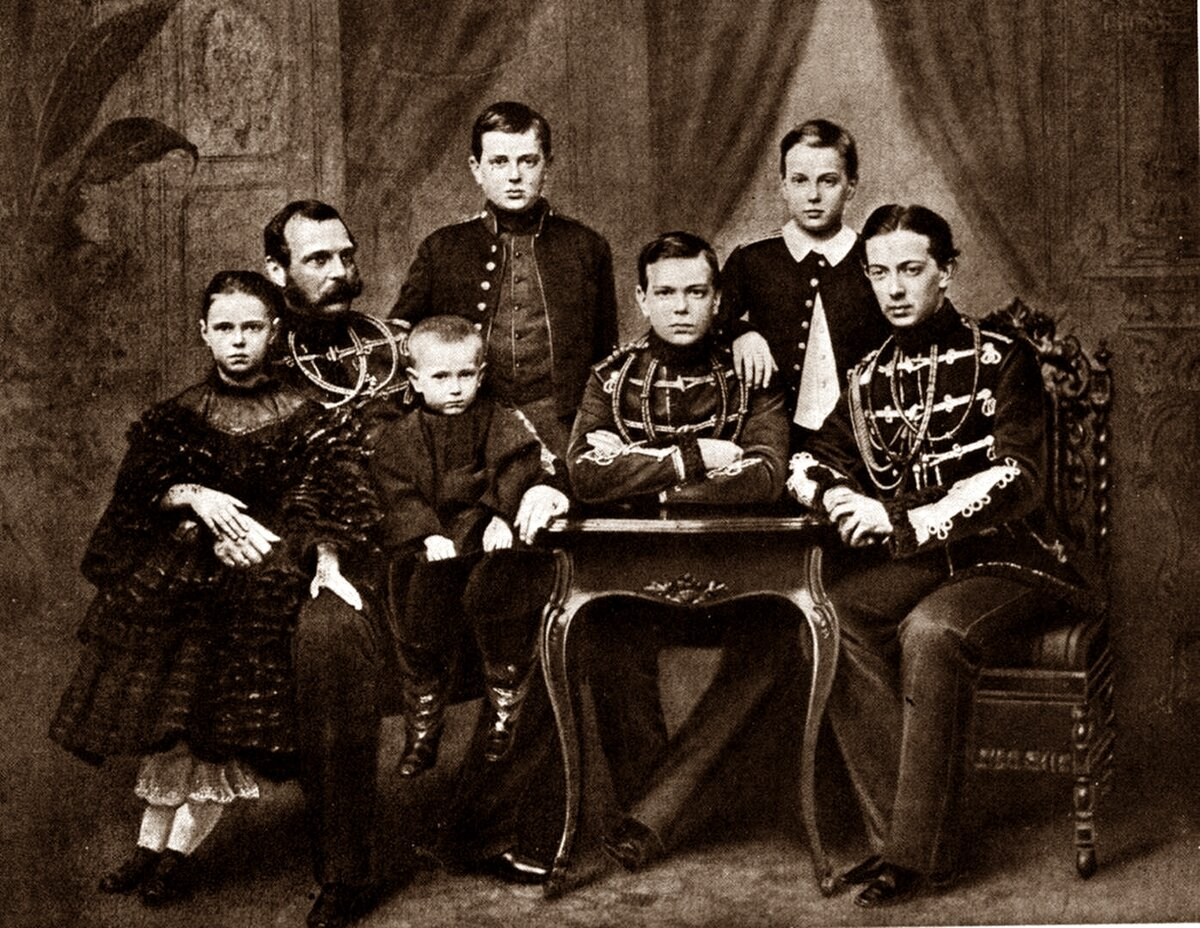
Александр II с детьми, 1861

Император жил в апартаментах Зимнего дворца, расположенных на втором этаже с видом на Адмиралтейство (залы № 174—169).
Любимой резиденцией Александра II с молодых лет был Фермерский дворец в петергофском парке Александрия. Именно он положил начало южной резиденции последних российских императоров — Ливадии. В 1860 году крымское имение (вместе с парком, винным подвалом и виноградником в 19 гектаров) было выкуплено у дочерей графа Потоцкого для императрицы, которая страдала туберкулёзом и по рекомендации врачей должна была поправляться целебным воздухом Южного берега Крыма. В Крым был приглашён придворный архитектор И. А. Монигетти, и были отстроены Большой и Малый Ливадийские дворцы. Во время пребывания в Ливадии император каждое утро ездил в Ореанду, Кореиз, Гаспру, Алупку, Гурзуф, в лесничество или к водопаду Учан-Су (иногда в коляске, иногда верхом).
По сравнению с другими русскими императорами Александр II много времени проводил за границей, преимущественно на бальнеологических курортах Германии, что объясняли расстроенным здоровьем императрицы. Именно на одном из таких курортов, в Эмсе, встретил наследника престола направлявшийся в Россию в 1839 году маркиз де Кюстин. Там же сорок лет спустя император подписал Эмсский указ, ограничивший использование украинского языка. В то время не афишировалось, что Александр и сам страдал астмой. По воспоминаниям княгини Юрьевской, у неё всегда под рукой были несколько подушек с кислородом, которые она давала вдыхать супругу во время приступов болезни.
Александр II был особо страстным любителем охоты. В путешествиях государя всегда сопровождали собаки разных пород — от чёрного пуделя до легавых; при дворе неразлучным его спутником был чёрный сеттер Милорд, подаренный каким-то польским паном. После воцарения Александра при императорском дворе вошла в моду охота на медведя. В 1860 году на такую охоту в Беловежскую пущу были приглашены представители правящих домов Европы. Добытые императором трофеи украшали стены Лисинского павильона. В коллекции Гатчинского арсенала (оружейной комнате Гатчинского дворца) хранится коллекция охотничьих рогатин, с которыми Александр II мог лично ходить на медведей, хотя это и было очень рискованно. Под его патронажем в 1862 году было создано Московское охотничье общество имени Александра II.
Император внёс вклад в популяризацию в России катания на коньках. Это увлечение охватило петербургский высший свет после того, как в 1860 году Александр повелел залить каток у Мариинского дворца, где любил кататься с дочерью на виду у горожан.
Собственный капитал Александра II составлял на 1 (13) марта 1881 года около 12 млн руб. (ценные бумаги, билеты Госбанка, акции железнодорожных компаний); из личных средств он пожертвовал в 1880 году 1 млн руб. на устройство больницы в память императрицы.

### Семья
Мать Александра Николаевича, Александру Фёдоровну, урождённую принцессу Фридерику Луизу Шарлотту Вильгельмину Прусскую, при дворе приняли очень тепло, оценив статность и принадлежность к прославленному роду. Несмотря на проблемы со здоровьем, вызванные многочисленными психологическими потрясениями, Александра Фёдоровна по итогу своего правления запомнилась всем как грациозная и неизменно жизнерадостная женщина.
Александр Николаевич был влюбчивым человеком. В юности он был влюблён во фрейлину Бороздину, которую срочно выдали замуж, после была связь с фрейлиной Марией Васильевной Трубецкой (в первом браке Столыпиной, во втором — Воронцовой), которая впоследствии стала любовницей Александра Барятинского. В Александра была влюблена фрейлина Софья Давыдова, из-за этого она ушла в монастырь. Когда она уже была игуменьей Марией, с ней виделся старший сын Александра Николаевича, Николай Александрович, во время своего путешествия по России летом 1863 года.
Позже он влюбился в фрейлину Ольгу Калиновскую, флиртовал с королевой Викторией. Но, уже выбрав в невесты принцессу Гессенскую, он снова возобновил отношения с Калиновской и даже хотел отречься от престола, чтобы жениться на ней.
16 (28) апреля 1841 года в Большой церкви Зимнего дворца Александр Николаевич сочетался браком с Великой княгиней Марией Александровной, дочерью великого герцога Людвига II Гессенского, именовавшейся до принятия ею православия принцессой Максимилианой Вильгельминой Августой Софией Марией Гессен-Дармштадтской. 5 (17) декабря 1840 года принцесса, восприняв миропомазание, перешла в православие и была наречена новым именем — Марией Александровной, а по обручении с Александром Николаевичем 6 (18) декабря 1840 года стала именоваться Великой княгиней с титулом Императорского Высочества.
Мать Александра противилась этому браку ввиду слухов о том, что подлинным отцом принцессы был камергер герцога, однако цесаревич настоял на своём, скандальное происхождение девушки его не смущало, он писал своей матери в письме: «Милая Мама, что мне до тайн принцессы Марии! Я люблю её, и я скорее откажусь от трона, чем от неё. Я женюсь только на ней, вот моё решение!»
Александр и Мария Александровна прожили в браке почти 40 лет. Долгие годы брак был счастливым. А. Ф. Тютчева называет Марию Александровну «счастливой женой и матерью, боготворимой своим свёкром (императором Николаем I)».
У супругов родились восемь детей:
- Александра (1842—1849);
- Николай (1843—1865);
- Александр (1845—1894);
- Владимир (1847—1909);
- Алексей (1850—1908);
- Мария (1853—1920);
- Сергей (1857—1905);
- Павел (1860—1919).

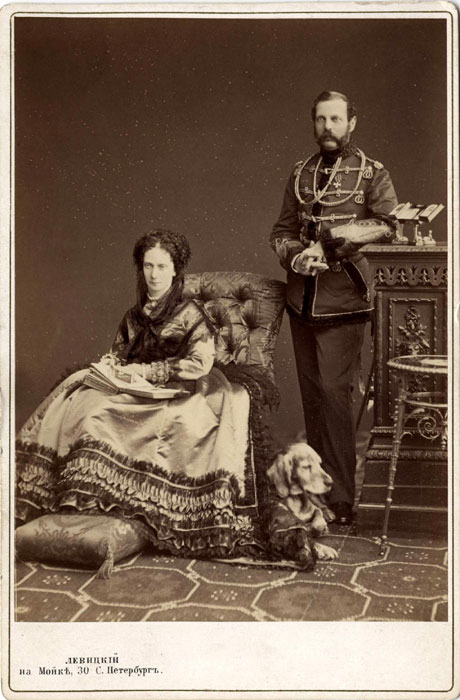
Император Александр II и императрица Мария Александровна. 1870-е годы

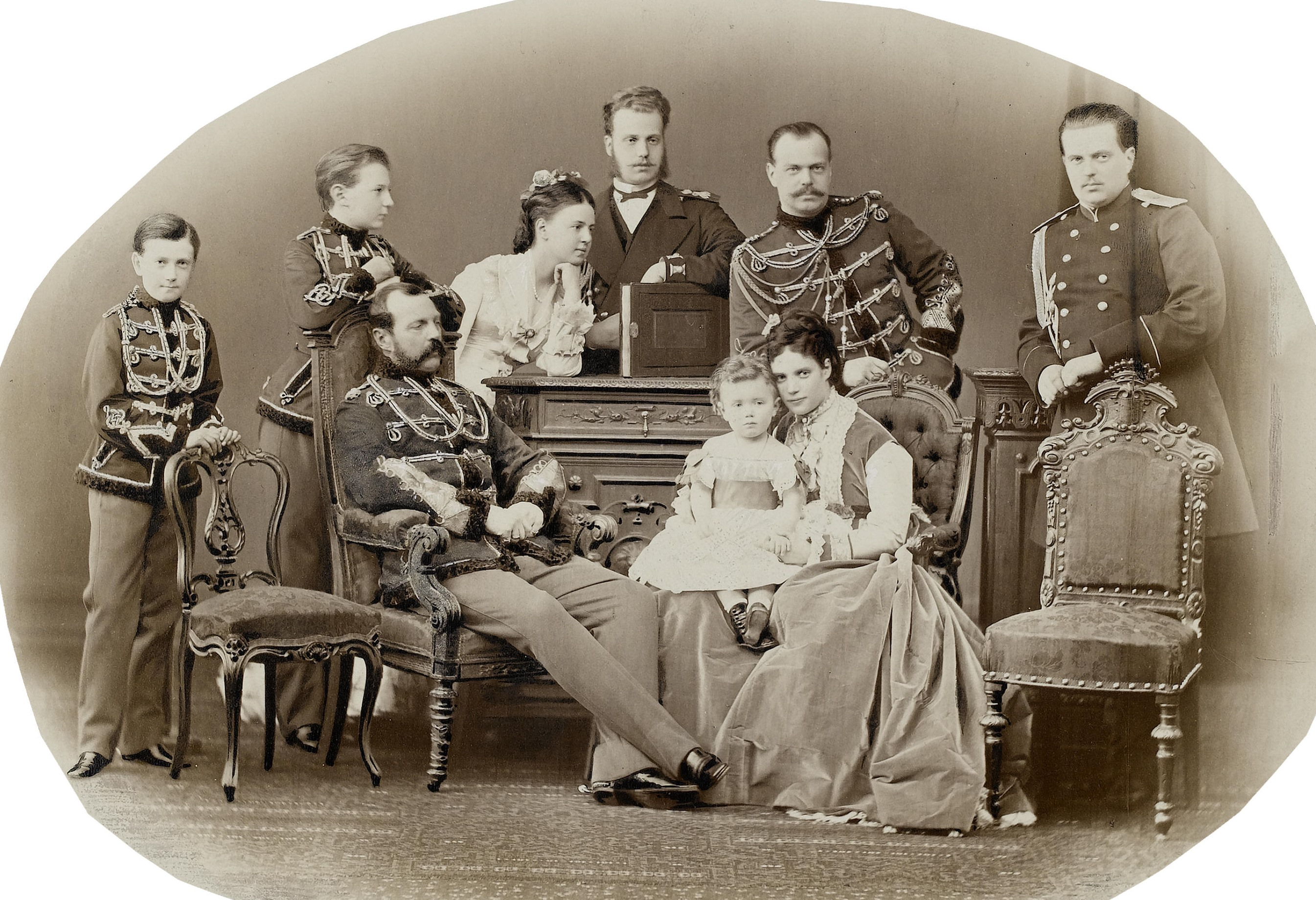
Сидящий на тронном кресле Александр II со своими детьми и невесткой Марией Федоровной (впереди внук — Николай, сидящий на коленях своей матери), пустые детский стул и взрослый стул с короной поставлены в напоминание об уже умерших детях – первой дочери Александре и наследнике Николае. 1870 год

Граф Сергей Дмитриевич Шереметев пишет в своих мемуарах, что с 1860-х годов около Марии Александровны были Антонина Дмитриевна Блудова и Анастасия Николаевна Мальцева.

После вступления на престол император стал заводить фавориток, от которых, по слухам, имел внебрачных детей. Одной из фавориток была фрейлина Александра Сергеевна Долгорукова, которая по словам Шереметева «владела умом и сердцем государя и как никто изучила его характер».

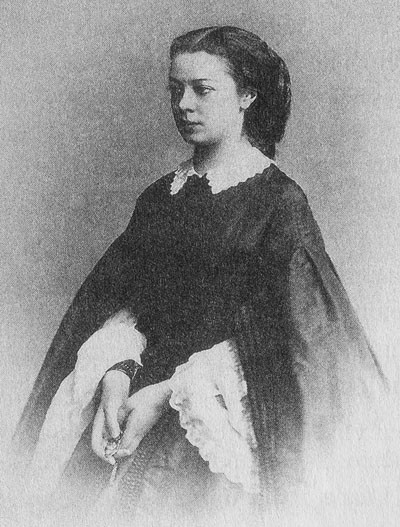
Александра Долгорукова

В 1866 году вечером дня случившегося первого покушения на него , государь сблизился с дальней родственницей Александры Долгоруковой – осиротевшей воспитанницей Смольного института  18-летней княжной Екатериной Михайловной Долгоруковой (1847—1922), которая вскоре стала самым близким и доверенным человеком для царя. 

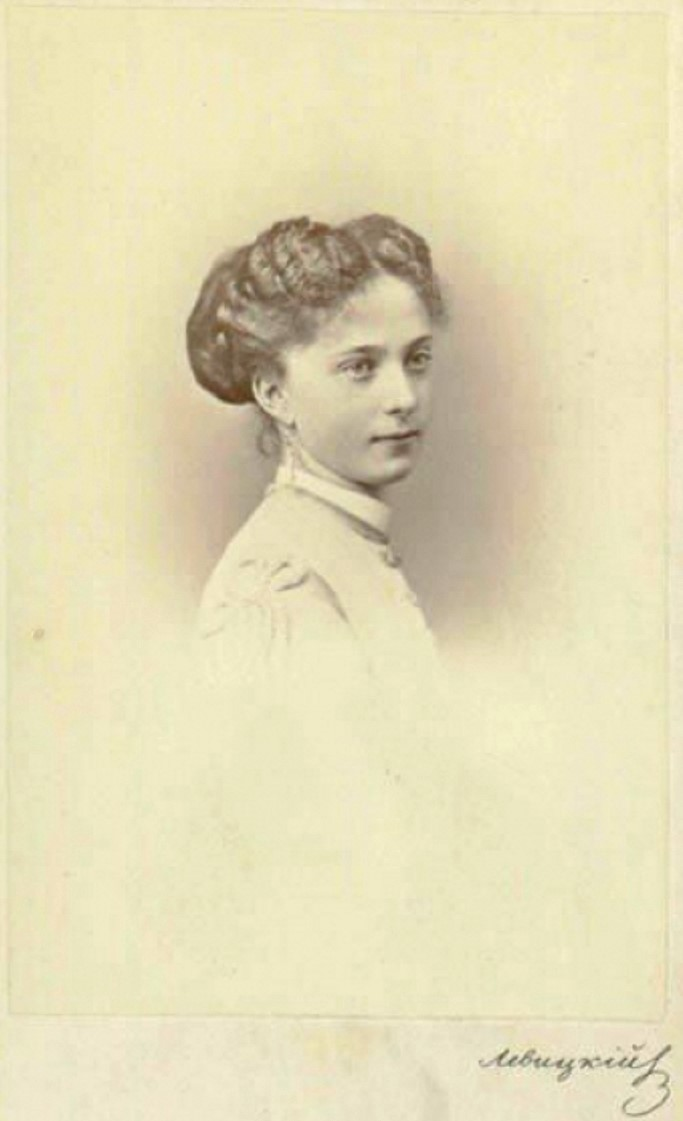
Княжна Екатерина Михайловна Долгорукова. 1866 г.

Позднее она поселилась в Зимнем дворце и родила императору внебрачных детей:
- светлейший князь Георгий Александрович Юрьевский (1872—1913);
- светлейшая княжна Ольга Александровна Юрьевская (1873—1925);
- Борис (1876—1876), посмертно узаконен с присвоением фамилии «Юрьевский»;
- светлейшая княжна Екатерина Александровна Юрьевская (1878—1959), замужем за князем Александром Владимировичем Барятинским, а после — за князем Сергеем Платоновичем Оболенским-Нелединским-Мелецким.

После смерти жены (1880 год), не дожидаясь истечения годичного траура, Александр II заключил морганатический брак с княжной Долгоруковой, получившей титул светлейшей княгини Юрьевской. Венчание позволило императору узаконить их общих детей.

## Память об Александре II
Память о «Царе-Освободителе» была увековечена во многих городах Российской империи и Болгарии путём установки памятников. После Октябрьской революции большинство из них были снесены. Сохранились в неприкосновенности памятники в Софии и Хельсинки. Отдельные монументы были воссозданы после распада СССР. На месте гибели императора от рук террористов построен храм Спаса на Крови. Есть обширная фильмография.
Как отмечается в литературе, посвящённой героям исторической памяти российского общества, образ Александра II менялся в зависимости от социального заказа: «освободитель» — «жертва» — «крепостник», но при этом, что характерно, Александр Николаевич почти всегда выступал (да и сегодня выступает) в информационном пространстве скорее «фоновой» фигурой для неизбежного исторического процесса, чем его активным деятелем. В этом яркое отличие Александра II от тех исторических фигур, образ которых отражает позитивный консенсус исторической памяти (таких как Александр Невский или Пётр Столыпин) или, напротив, её конфликтных объектов (таких как Иосиф Сталин или Иван Грозный). 

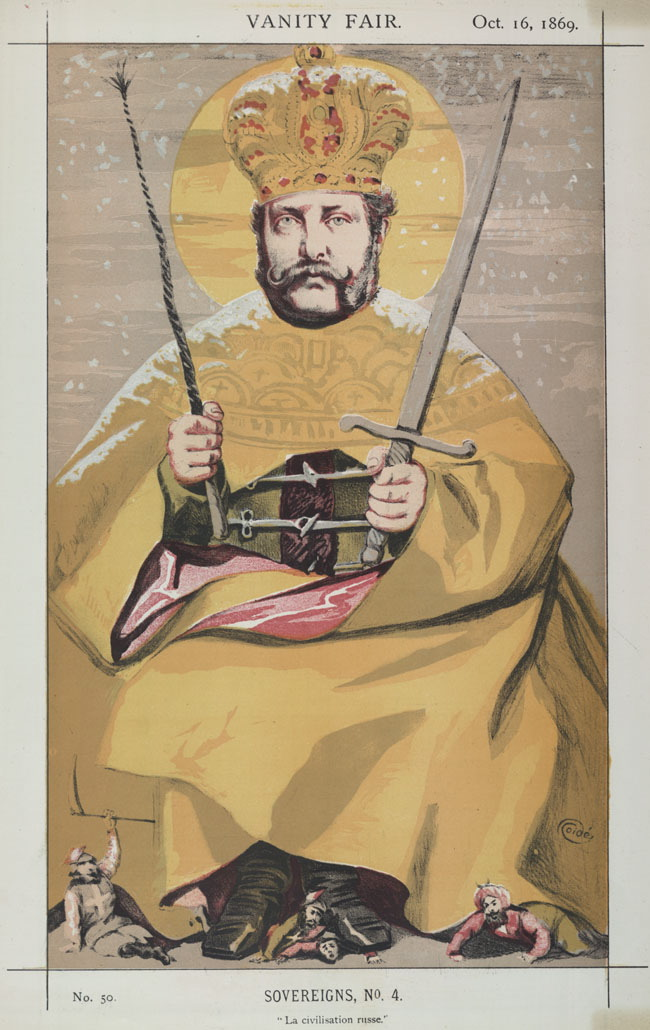
Иностранная карикатура на Александра II. Подпись: «La civilisation Russe»

Глава правительства Александра II П. А. Валуев: «Государь не имел и, впрочем, не мог иметь отчётливого понятия о том, что называлось „реформами“ его времени».
Фрейлина А. Ф. Тютчева: у него было «доброе, горячее и человеколюбивое сердце… он обладал умом, который страдал недостатком широты и кругозора, и Александр к тому же был мало просвещён… не был способен охватить ценность и важность последовательно проводимых им реформ».
Военный министр Александра II Д. А. Милютин: был слабовольным императором. «Покойный государь был совершенно в руках княгини Юрьевской».
По свидетельству С. Ю. Витте, хорошо знавшего Александра III, последний не одобрял брака своего отца с княгиней Юрьевской «после 60-летнего возраста, когда Он уже имел стольких, совершенно взрослых детей и даже внуков», и считал его слабохарактерным: «В последние годы, когда Он уже имел опыт, видел, что… эта смута, которая была в конце царствования Его Отца, … происходила от недостаточно твёрдого характера Его Отца, благодаря которому Император Александр II часто колебался, а наконец и впал в грех семейный».
Историк Н. А. Рожков: «Слабохарактерный, нерешительный, вечно колеблющийся, трусливый, ограниченный»; отличался расточительностью и «распущенностью нравов».
Историк П. А. Зайончковский: «был личностью весьма заурядной»; «нередко предавал забвению национальные интересы страны, которой он правил»; «Жизненной необходимости этих реформ для дальнейшего развития России Александр II не понимал… В отдельные периоды истории бывают моменты, когда во главе событий оказываются ничтожные люди, не сознающие значение происходящего. Таковым и был Александр II».
Историк Н. Я. Эйдельман: «был более ограниченным, чем его отец» (Николай I).
Историк Л. Г. Захарова: «Александр II встал на путь освободительных реформ не в силу своих убеждений, а как военный человек, осознавший уроки Крымской войны, как император и самодержец, для которого превыше всего были престиж и величие державы. Большую роль сыграли и свойства его характера — доброта, сердечность, восприимчивость к идеям гуманизма…. Не будучи реформатором по призванию, по темпераменту, Александр II стал им в ответ на потребности времени как человек трезвого ума и доброй воли».

## Киновоплощения
- Лев Добровольский — «Степан Халтурин» (1925)
- Джон Лодер — «Катя» / Katia (Франция, 1938)
- Иван Кононенко — «Герои Шипки» (1954)
- Курд Юргенс — «Катя — некоронованная царица» (1959)
- Владислав Стржельчик — «Софья Перовская» (1967)
- Владислав Дворжецкий — «Юлия Вревская» (1977)
- Мирча Ангелеску[англ.] — «За родину»[рум.] (1977)
- Александр Лазарев — «Таинственный узник» (1986)
- Юрий Беляев — «Цареубийца» (1991), «Анна Каренина. История Вронского» (2017)
- Николай Буров — «Роман императора» (1993)
- Геннадий Воропаев — «Рин. Легенда об иконе» (1993)
- Георгий Тараторкин — сериал «Любовь императора» (2003)
- Дмитрий Исаев — сериал «Бедная Настя» (2003)
- Евгений Лазарев — «Турецкий гамбит» (2005)
- Вадим Сквирский — «Романовы» (2013)
- Даниэль Донской — сериал «Виктория» (2016)
- Климентий Бердинский — «Союз спасения» (2019) (Александр II в детстве)
- Андрей Фомин — «Аманат» (2022)
- Денис Нурулин — сериал «Гости из прошлого (2 сезон)» (2023)
- Владимир Большов — сериал «Плевако» (2024)